# École de peinture de Düsseldorf

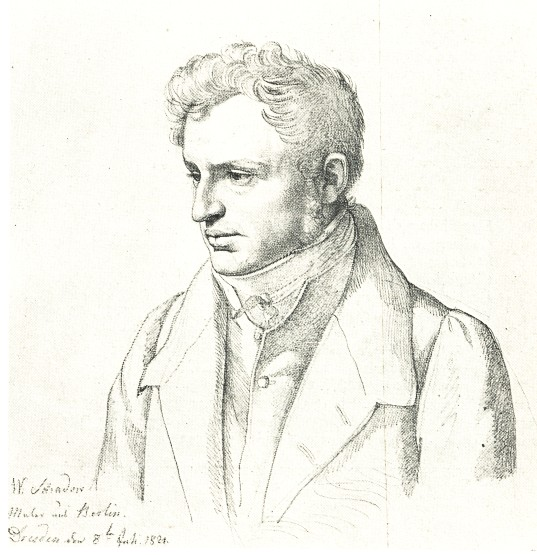
Wilhelm von Schadow, dessin de Carl Christian Vogel von Vogelstein, 1821.

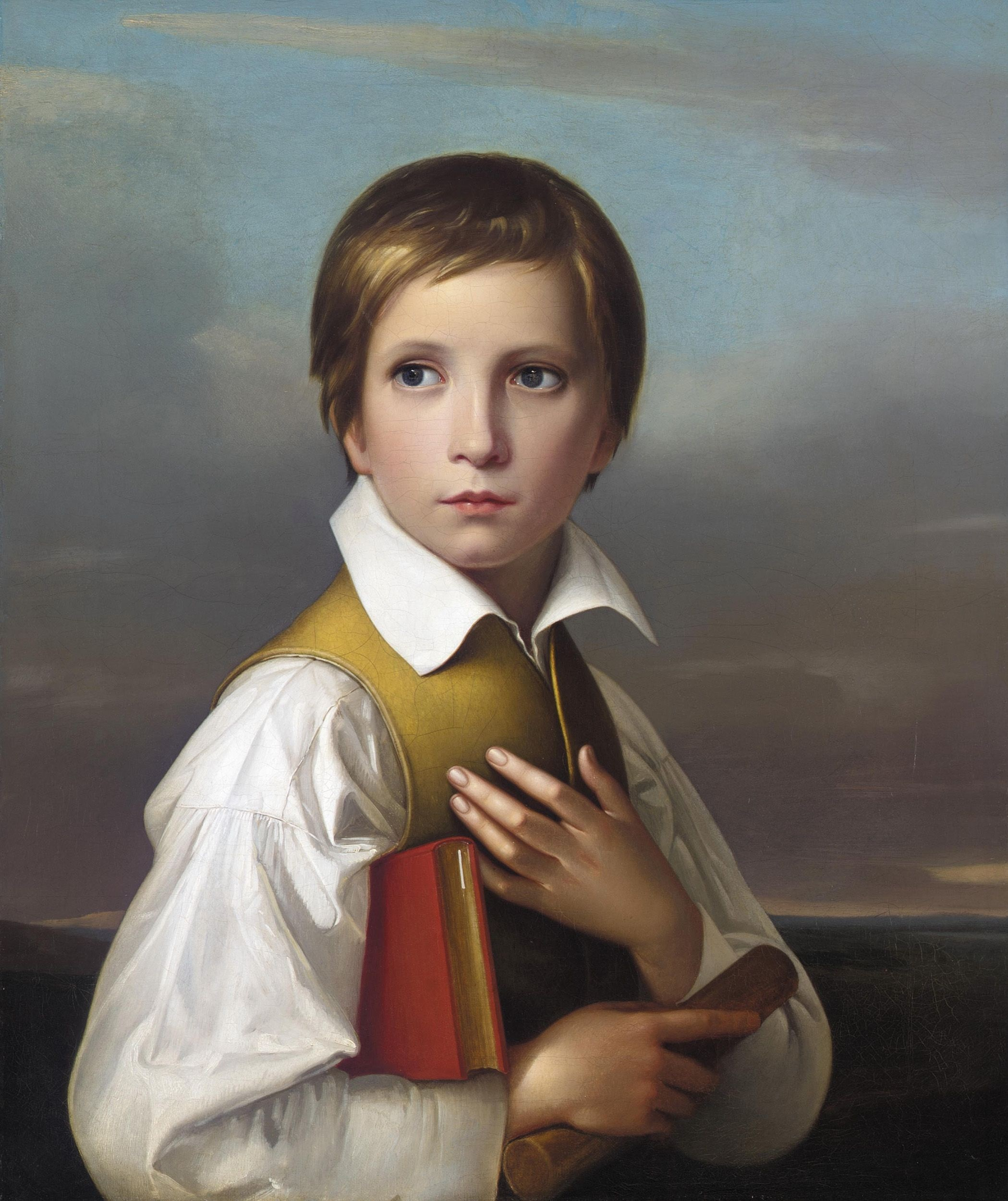
Felix Schadow, Portrait du demi-frère de 10 ans de Wilhelm de Schadow, 1830.

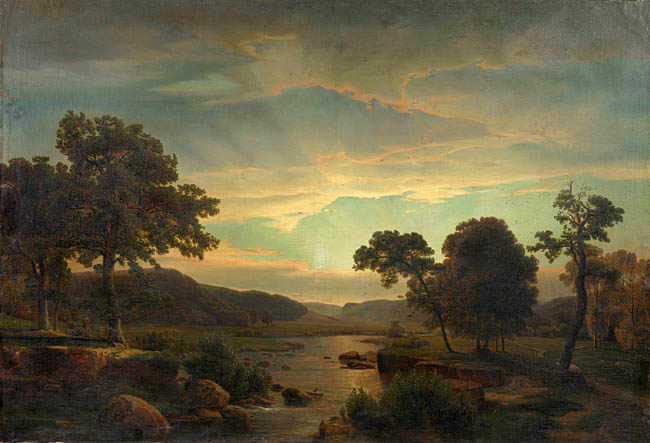
Paysage romantique de Carl Friedrich Lessing, première moitié du XIXe siècle.

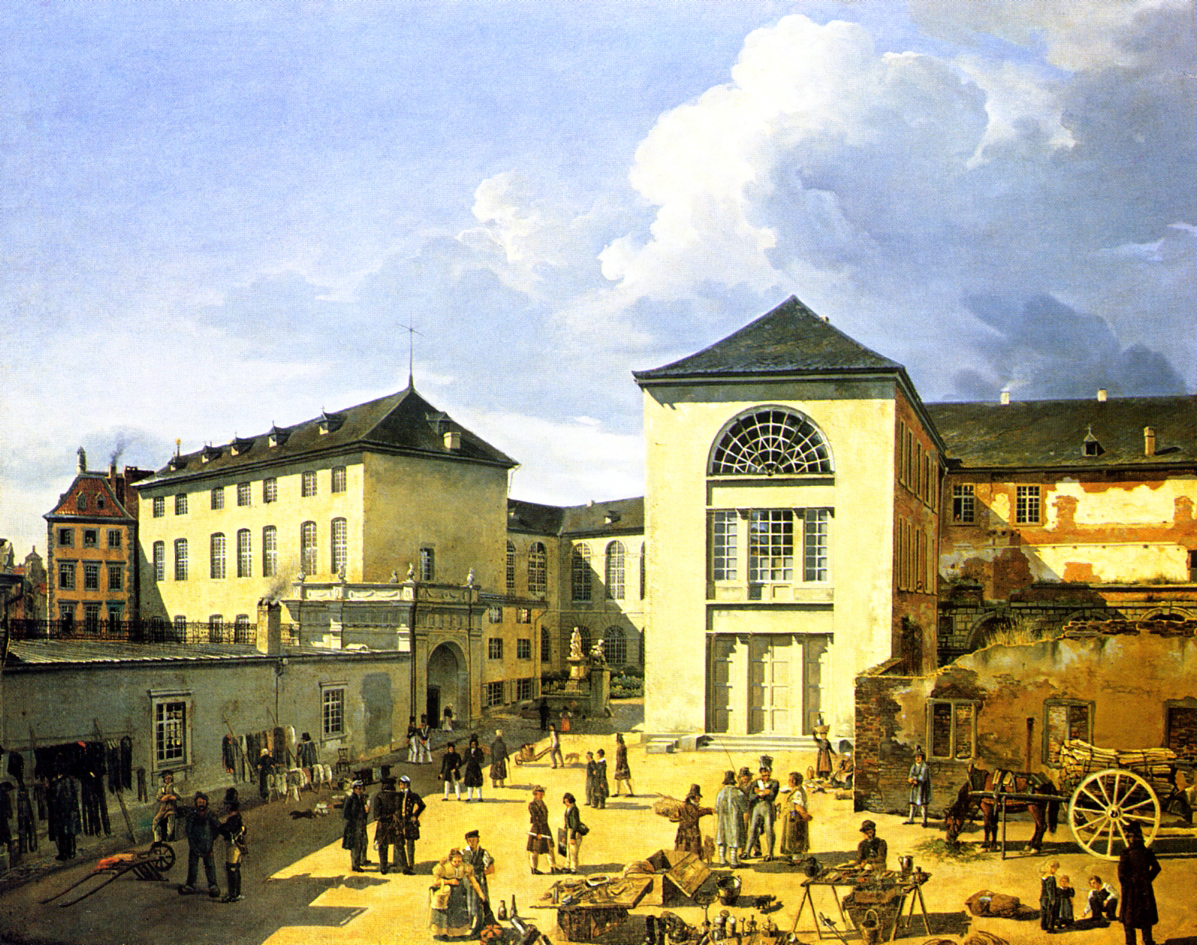
La vieille académie de Düsseldorf d'Andreas Achenbach, 1831.

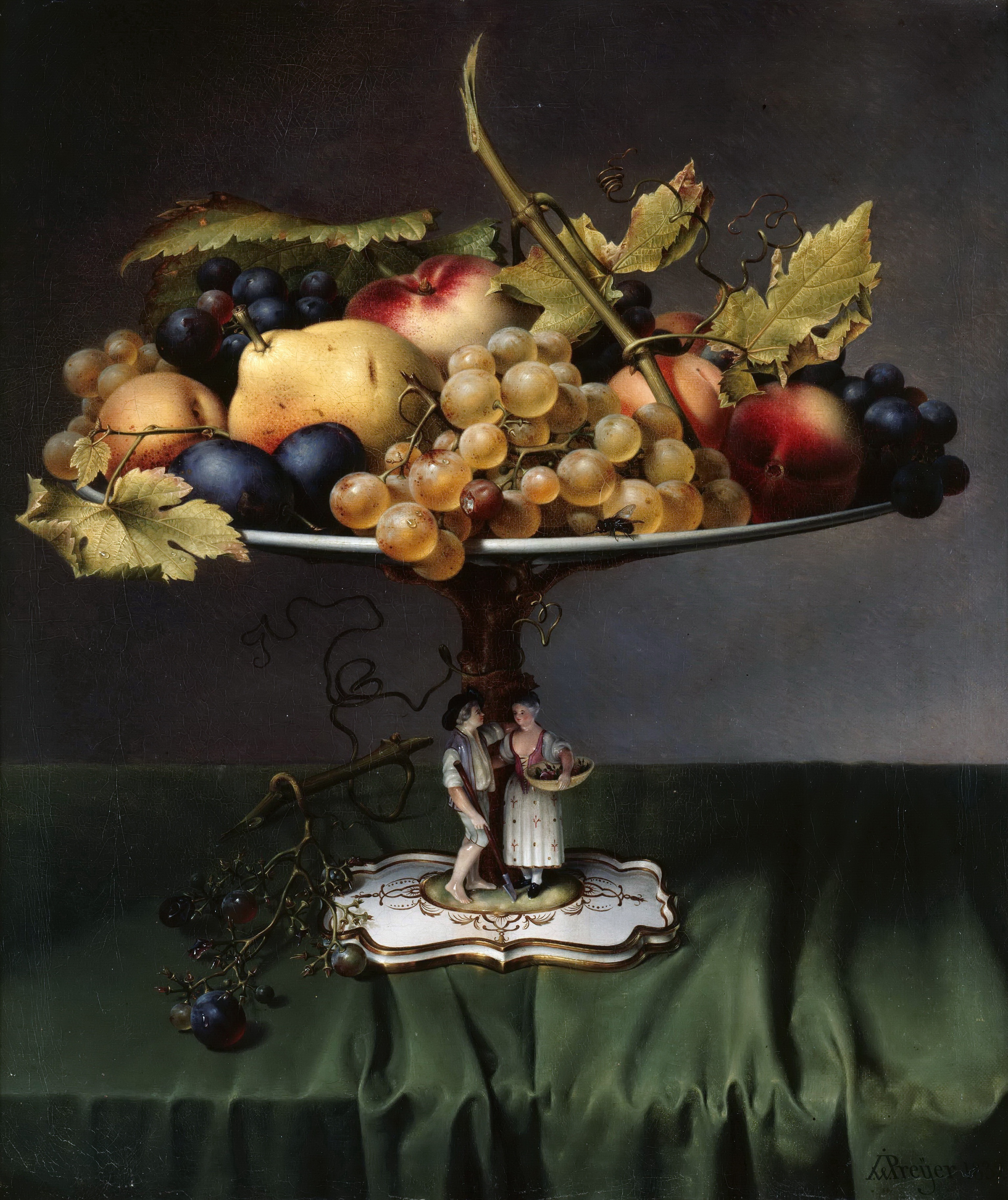
Fruits sur une coupe en porcelaine de Johann Wilhelm Preyer, 1832.

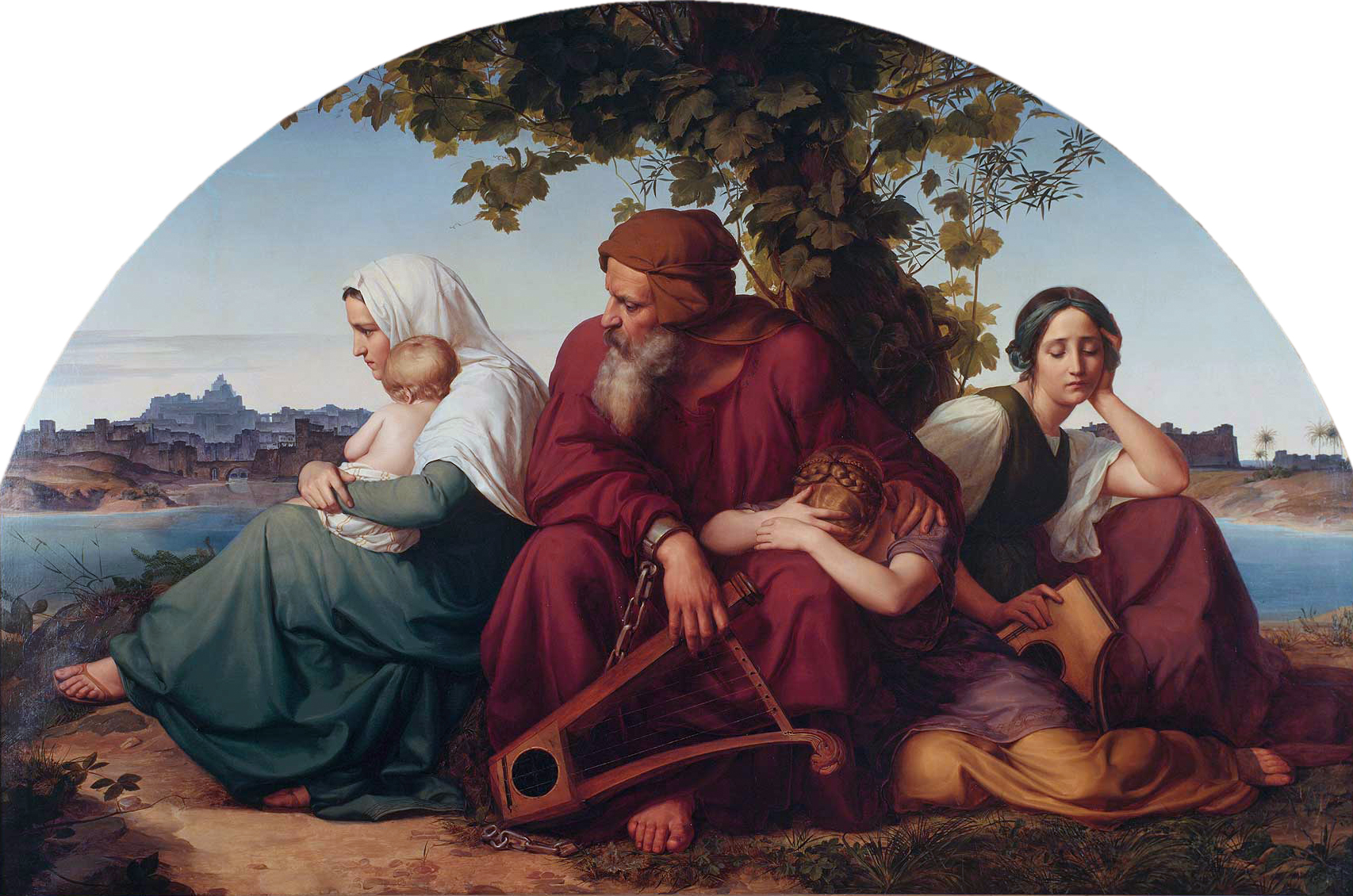
Les juifs pleurants en Exil d'Eduard Bendemann, vers 1832.

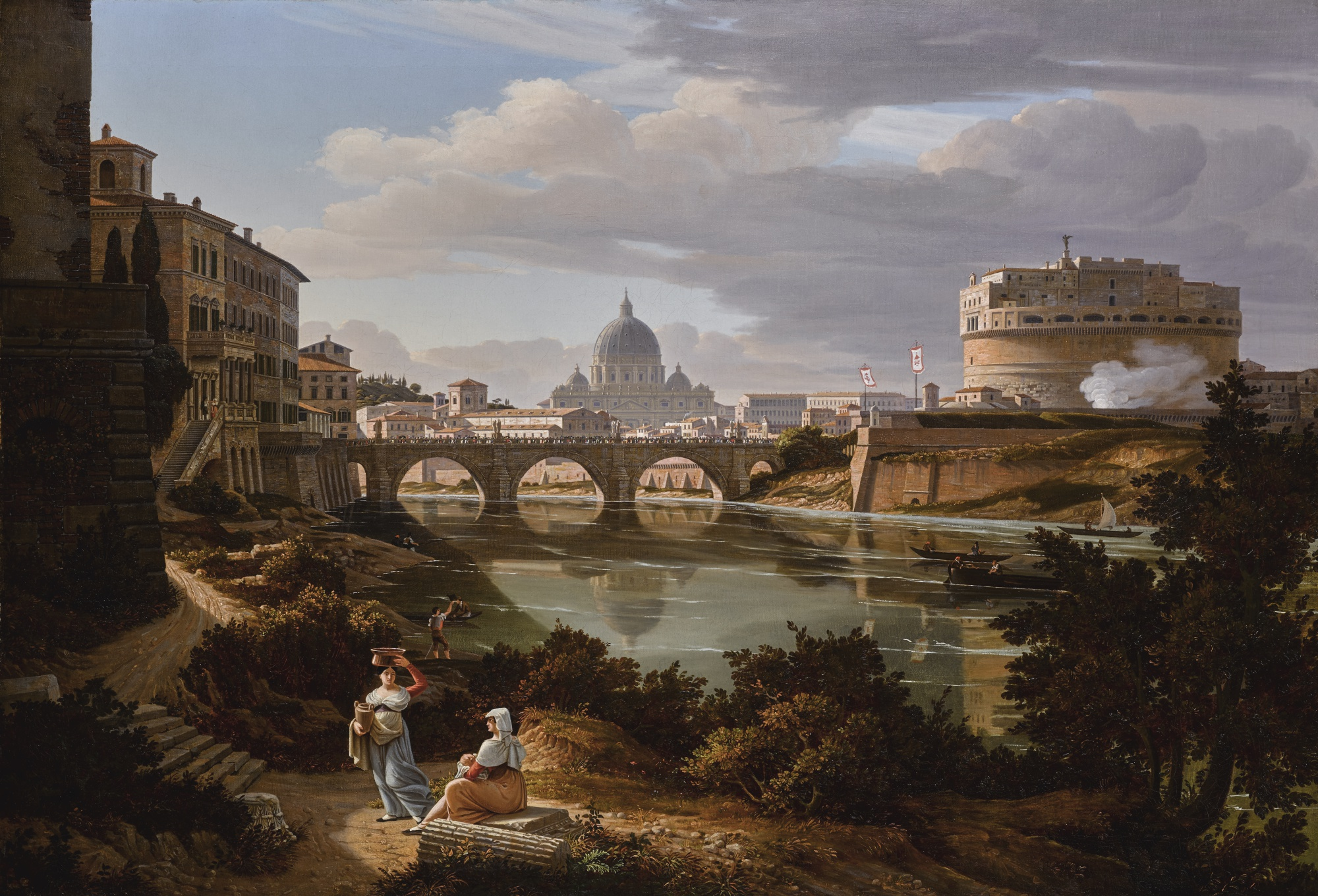
Vue sur le Tibre avec le château Saint-Ange et la basilique Saint Pierre de Rudolf Wiegmann, 1834.

Die Harkortsche Fabrik auf Burg Wetter d'Alfred Rethel, vers 1834.

Sermon hussite de Carl Friedrich Lessing, 1836.

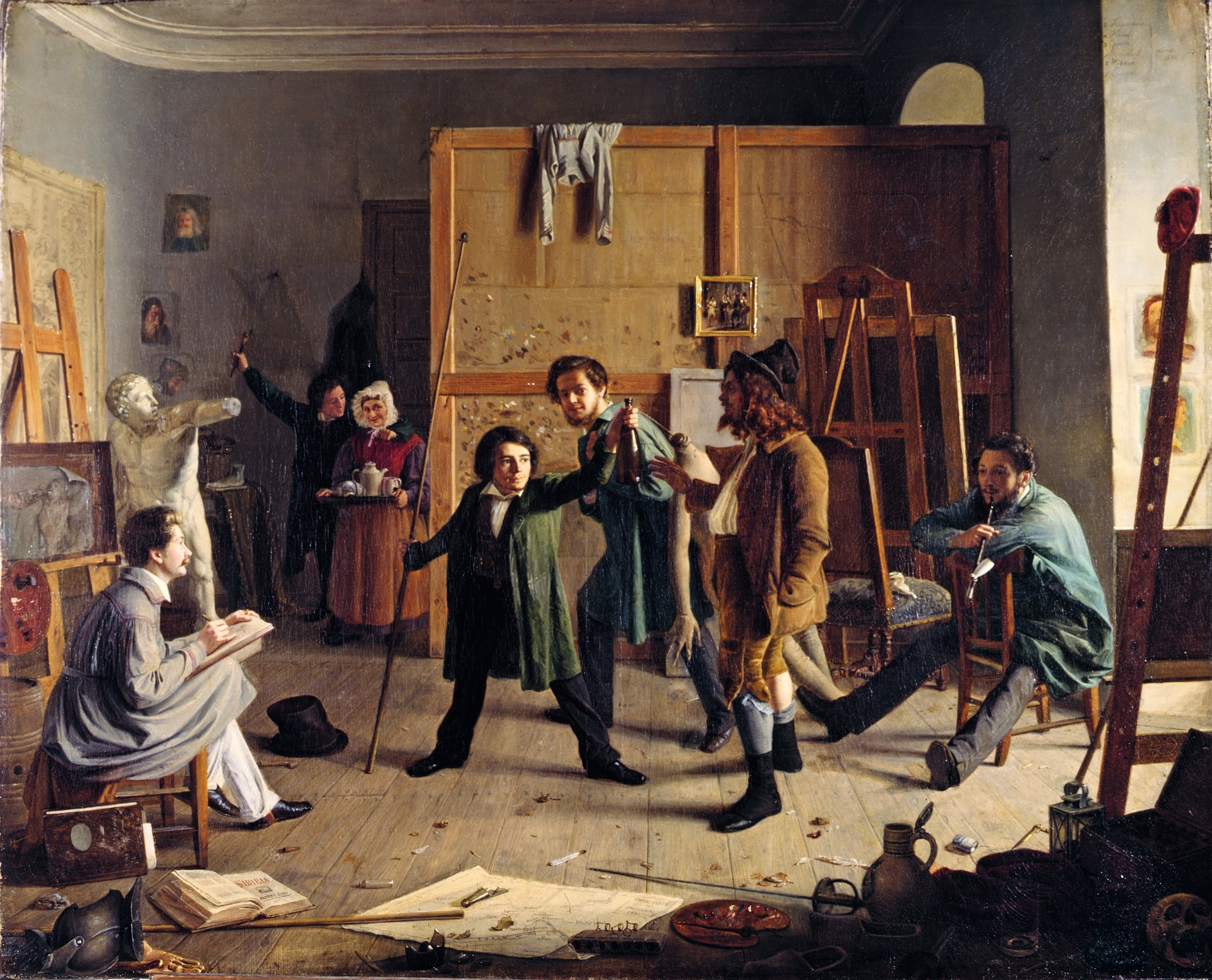
Scène d'atelier de Johann Peter Hasenclever, 1836.

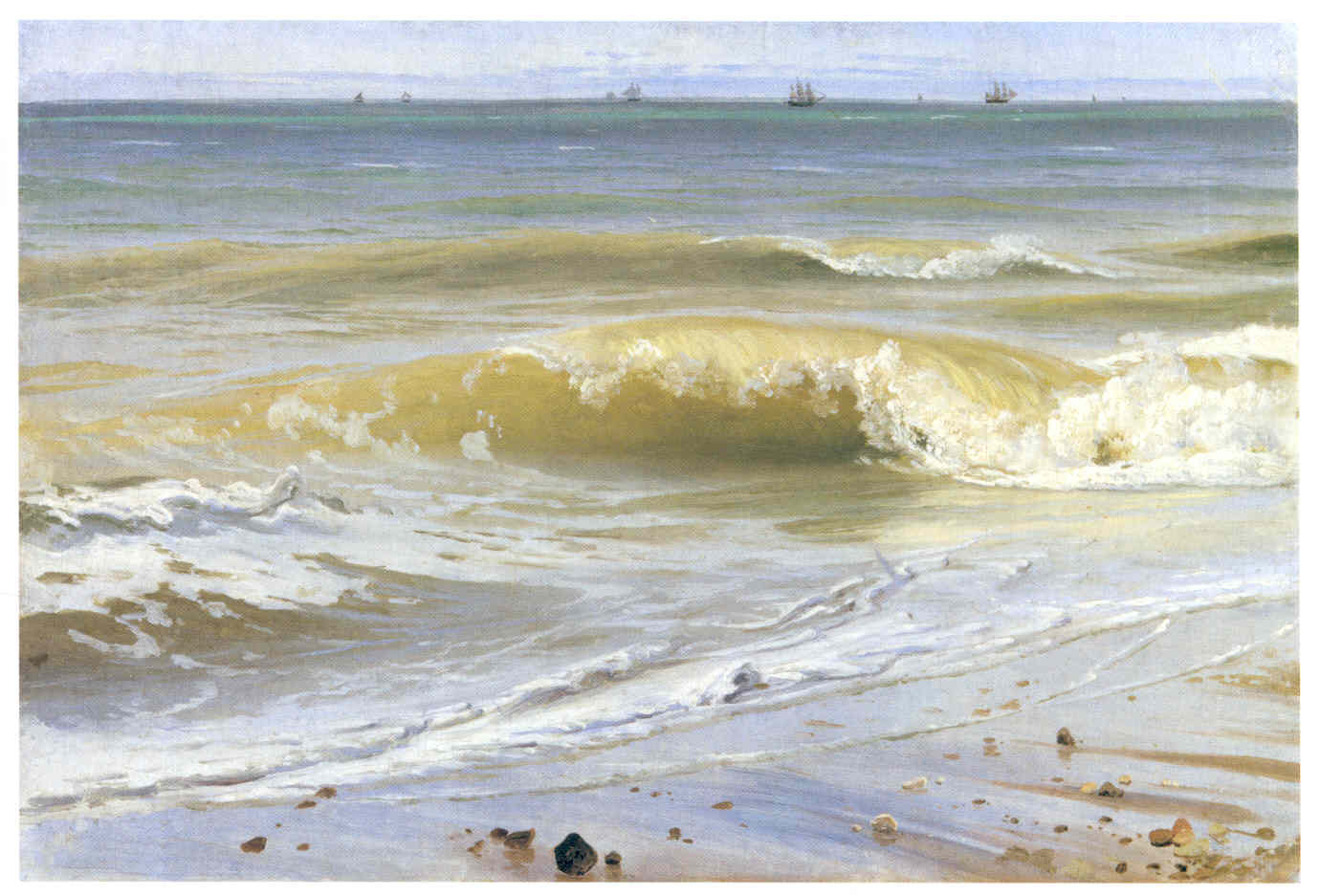
Brisants et bateaux au loin de Johann Wilhelm Schirmer, 1836.

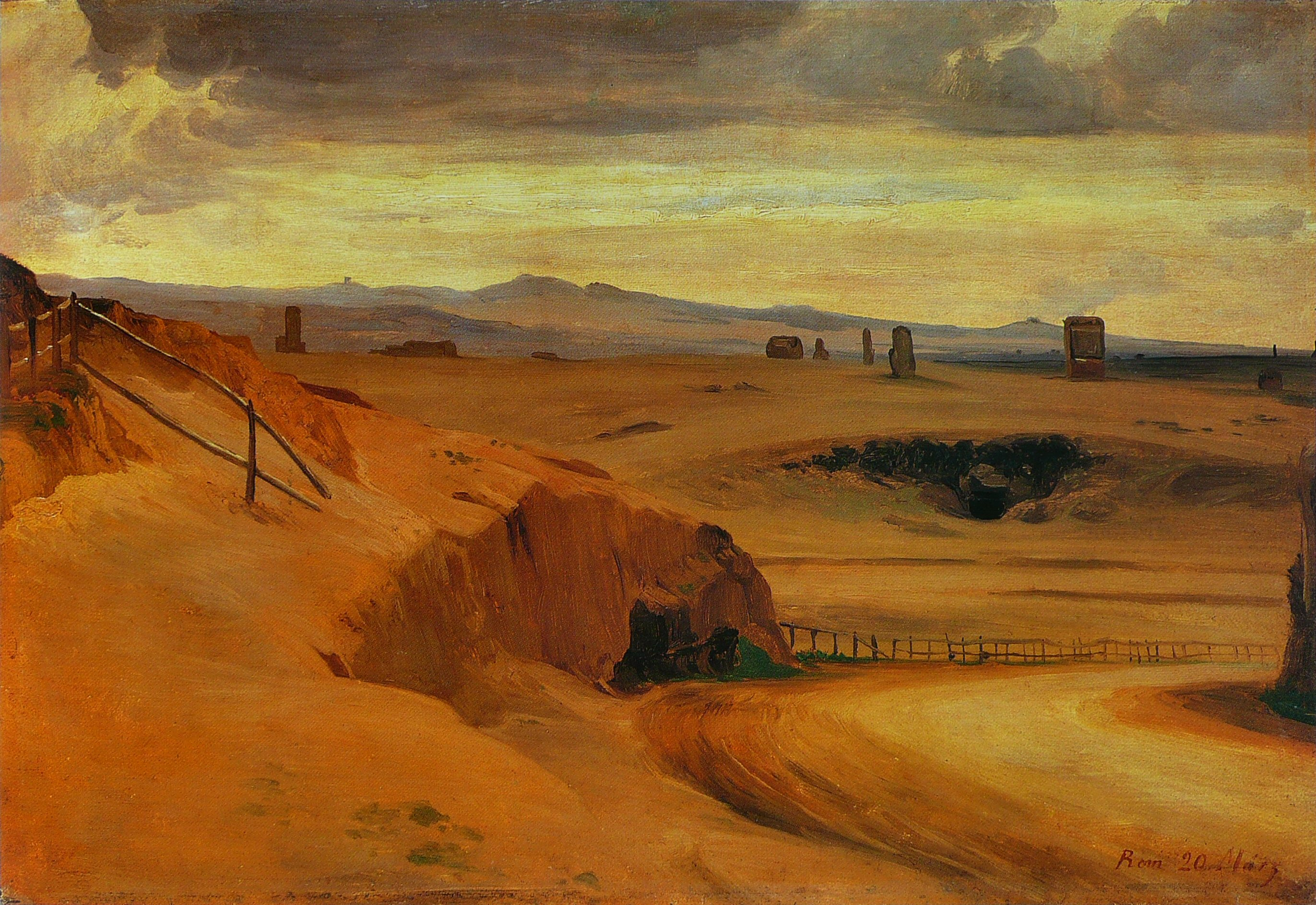
Campagne romaine de Johann Wilhelm Schirmer, 1840.

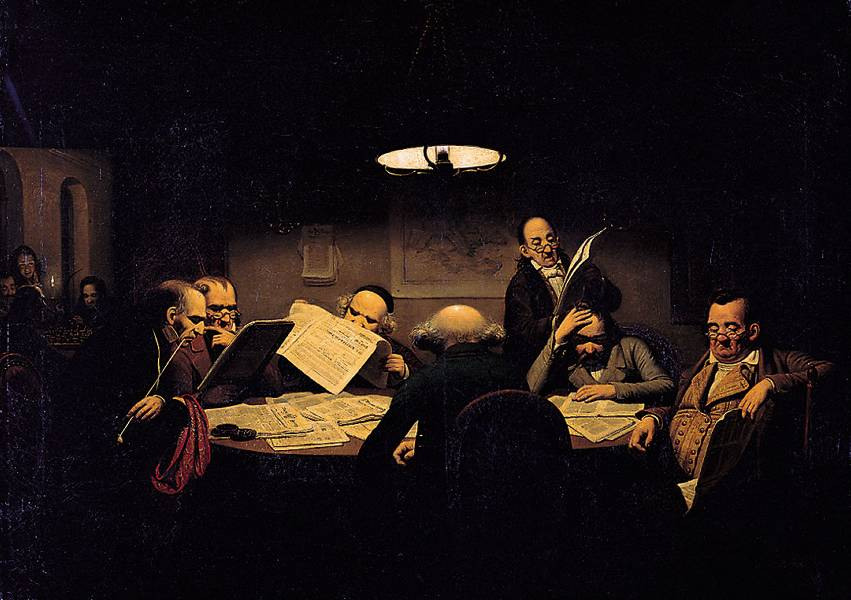
Cabinet de lecture de Johann Peter Hasenclever, 1843.

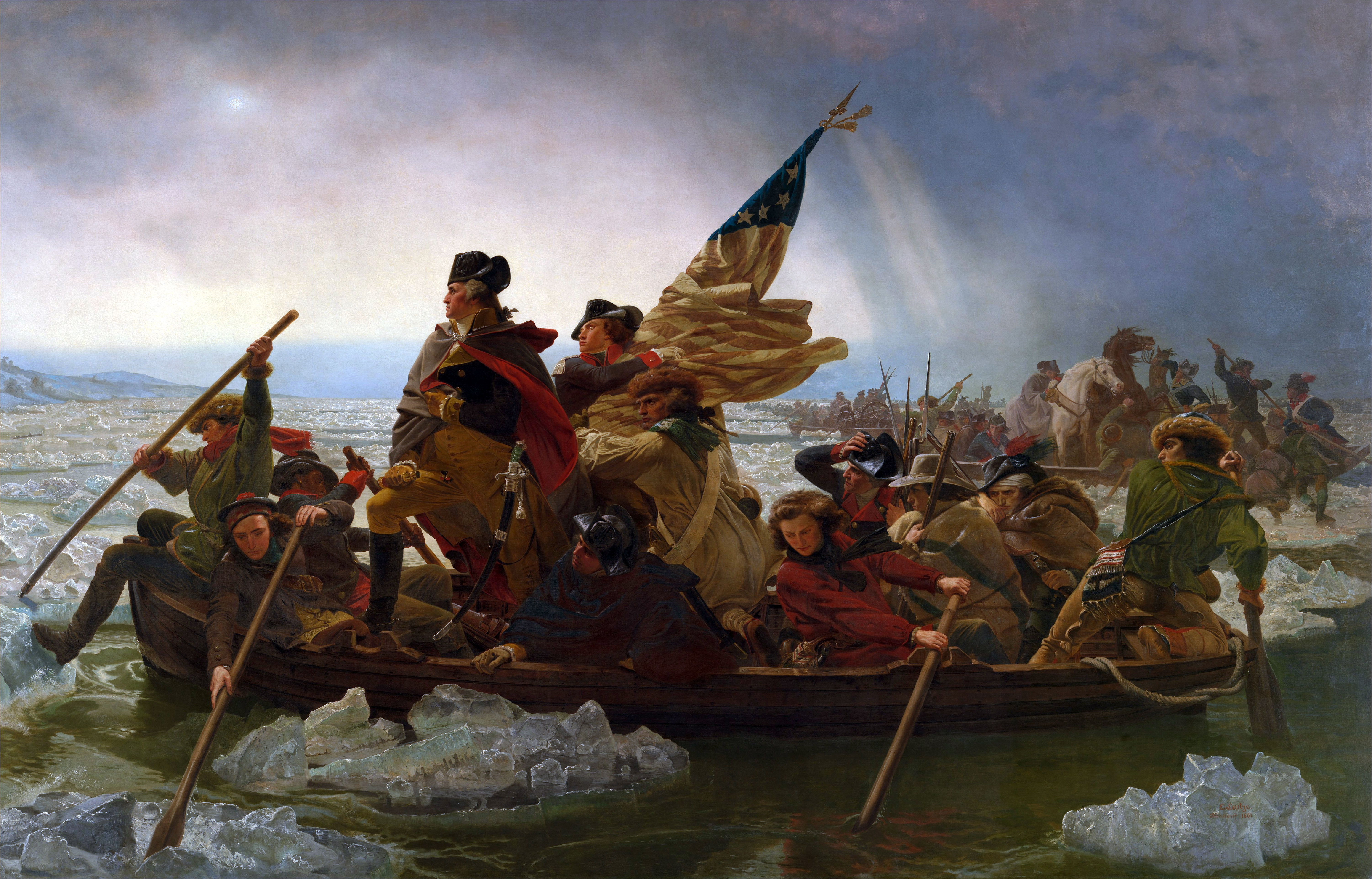
Washington franchissant le Delaware d'Emanuel Leutze, 1851, peint d'après le paysage du Rhin près de Düsseldorf-Kaiserswerth.

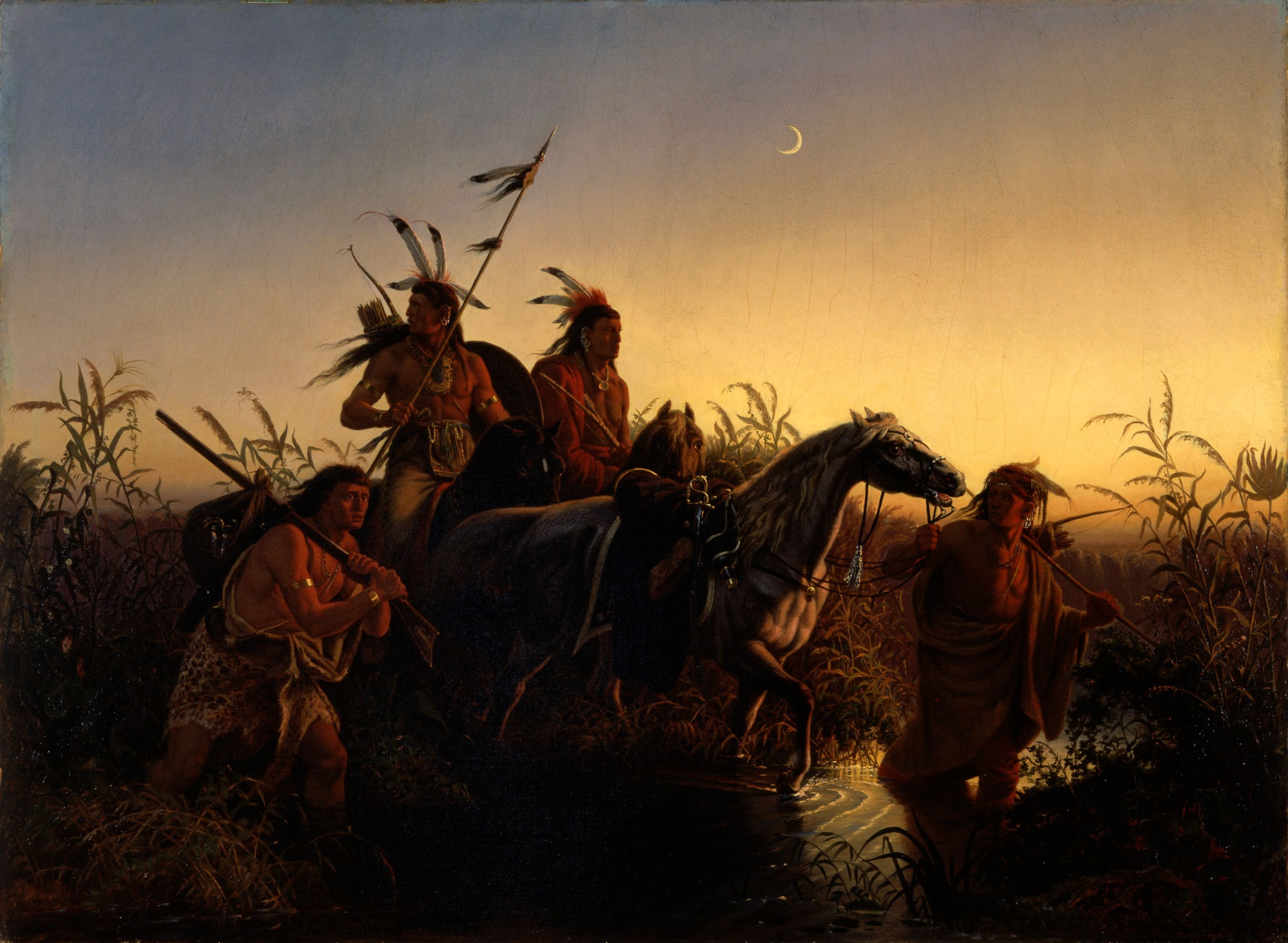
Cheval captif de Charles Wimar, 1854.

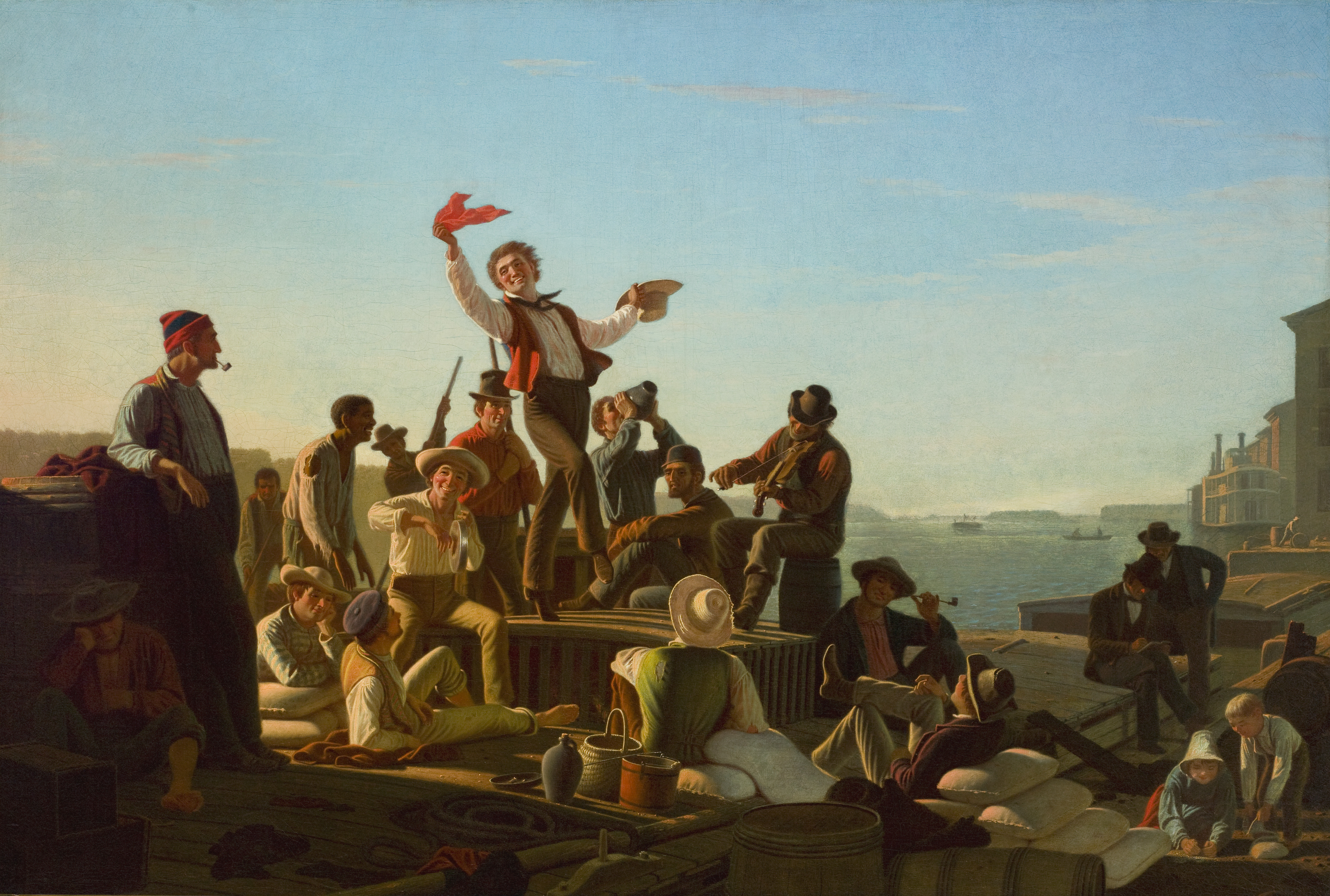
Jolly Flatboatmen in Port de George Caleb Bingham, 1857.

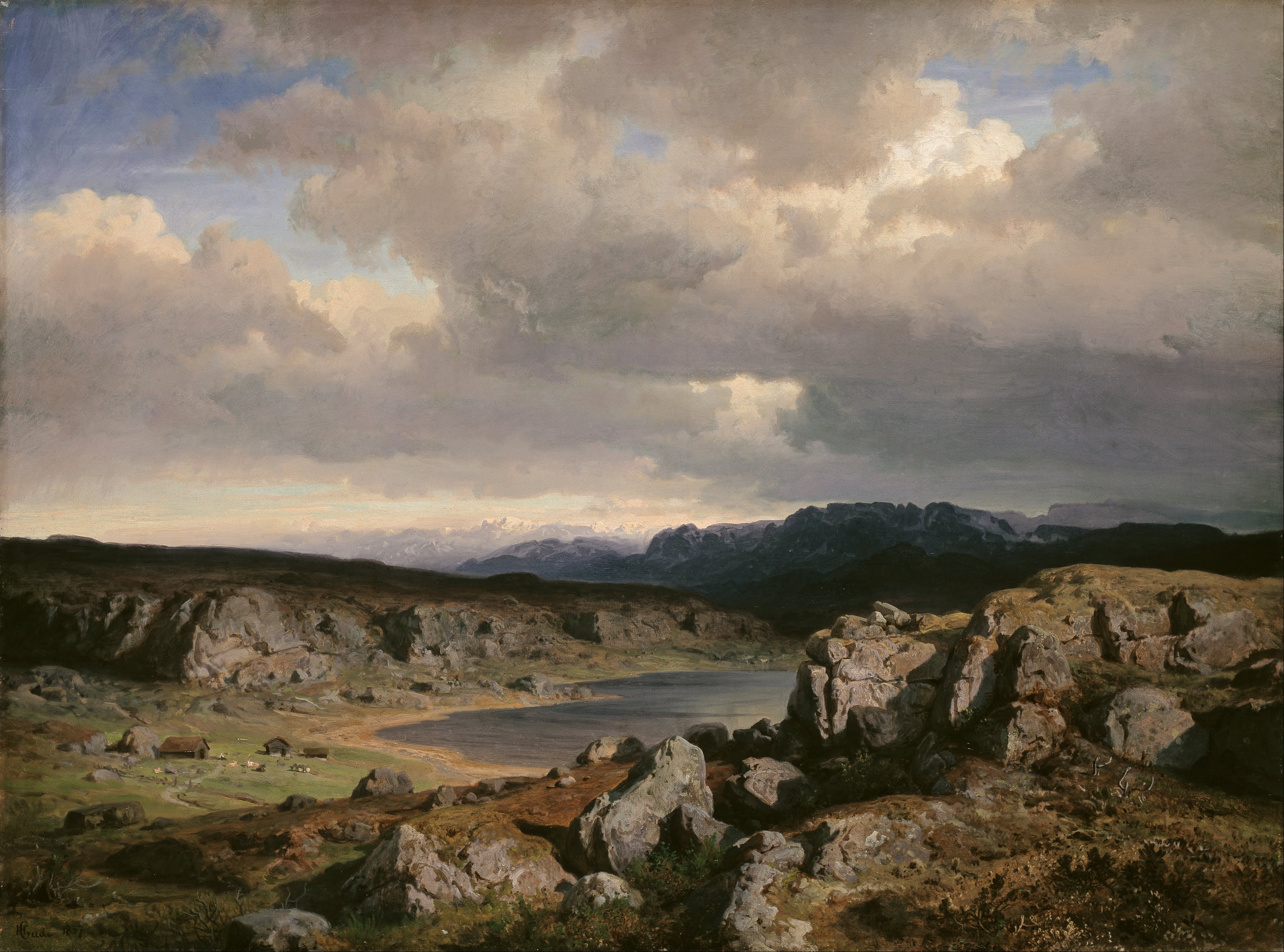
Høifjell (Berge) de Hans Gude, 1857.

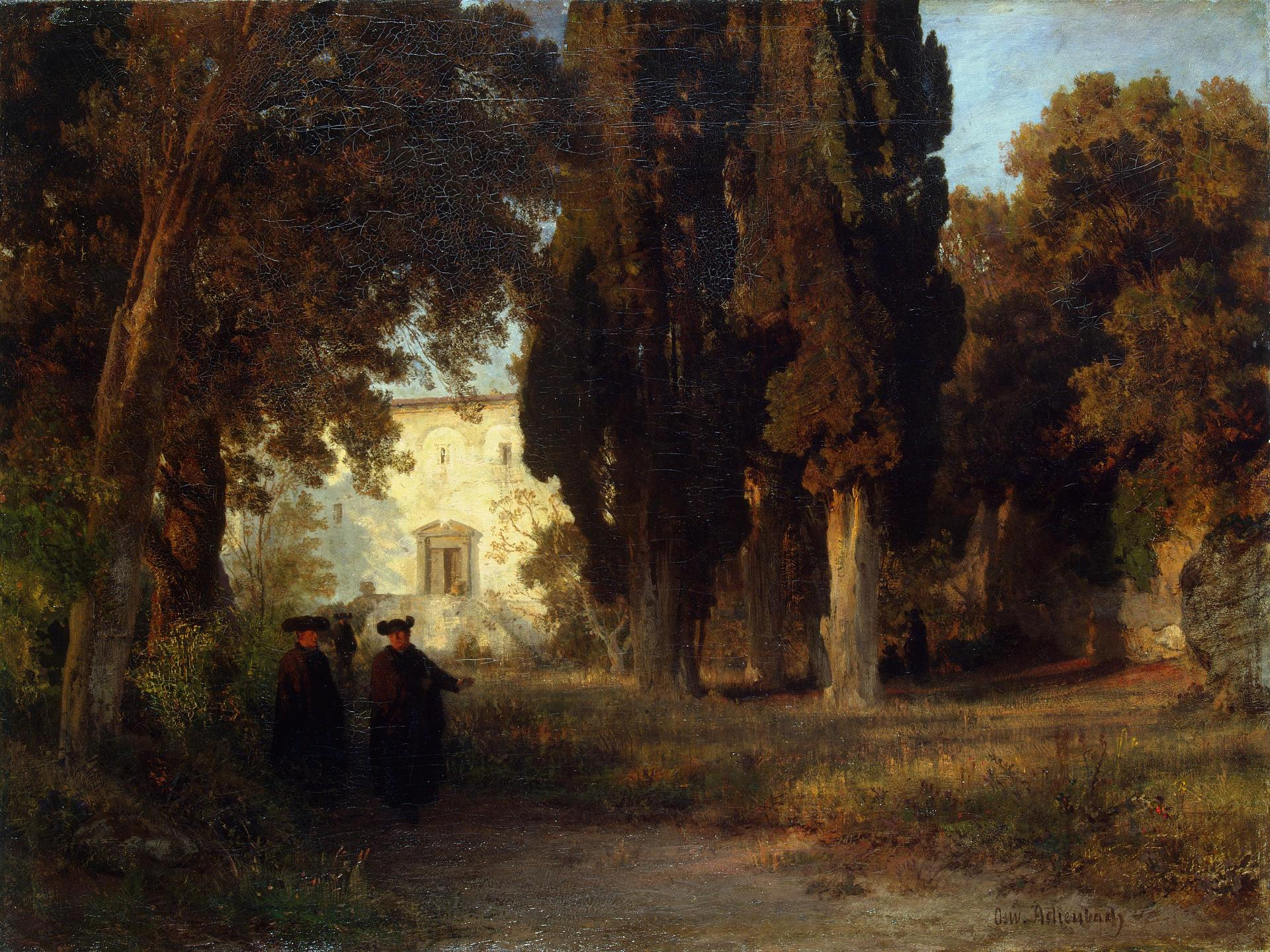
Jardin de couvent d'Oswald Achenbach, vers 1857.

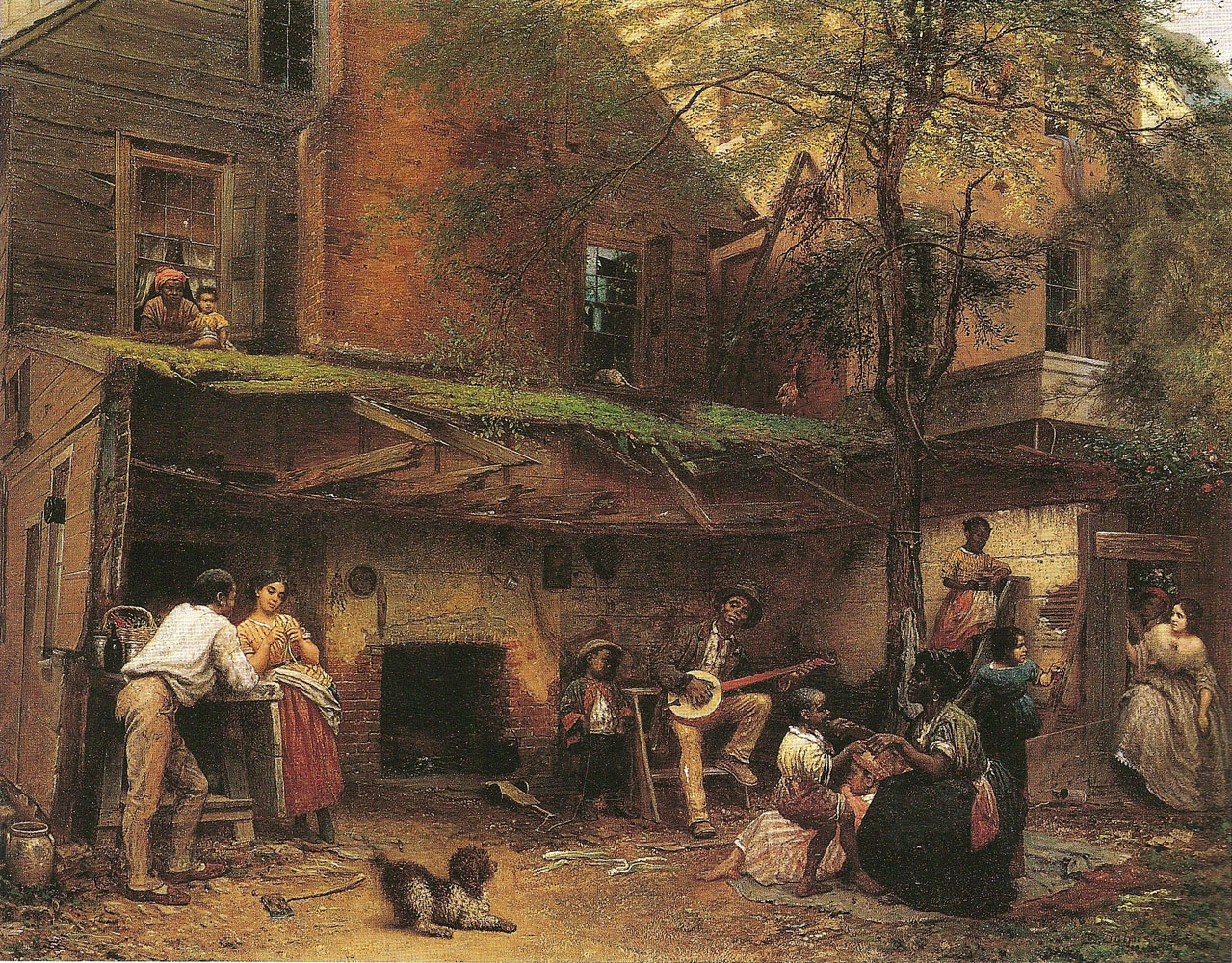
Vie des Noirs dans le Sud de Jonathan Eastman Johnson, 1859.

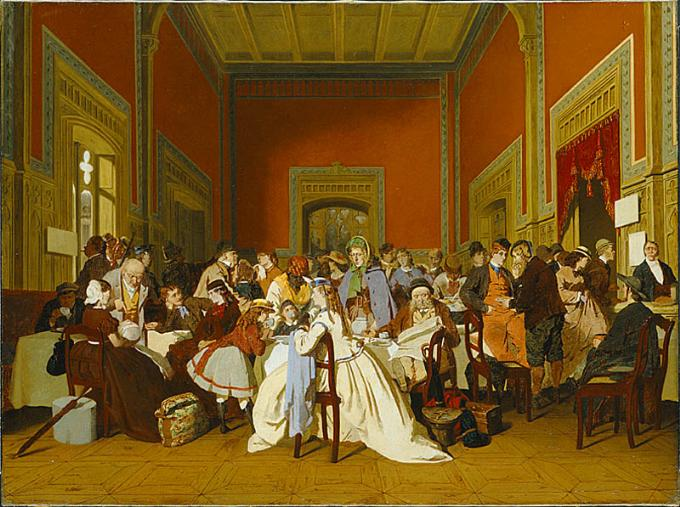
Salle d'attente de la deuxième classe de, vers 1865.

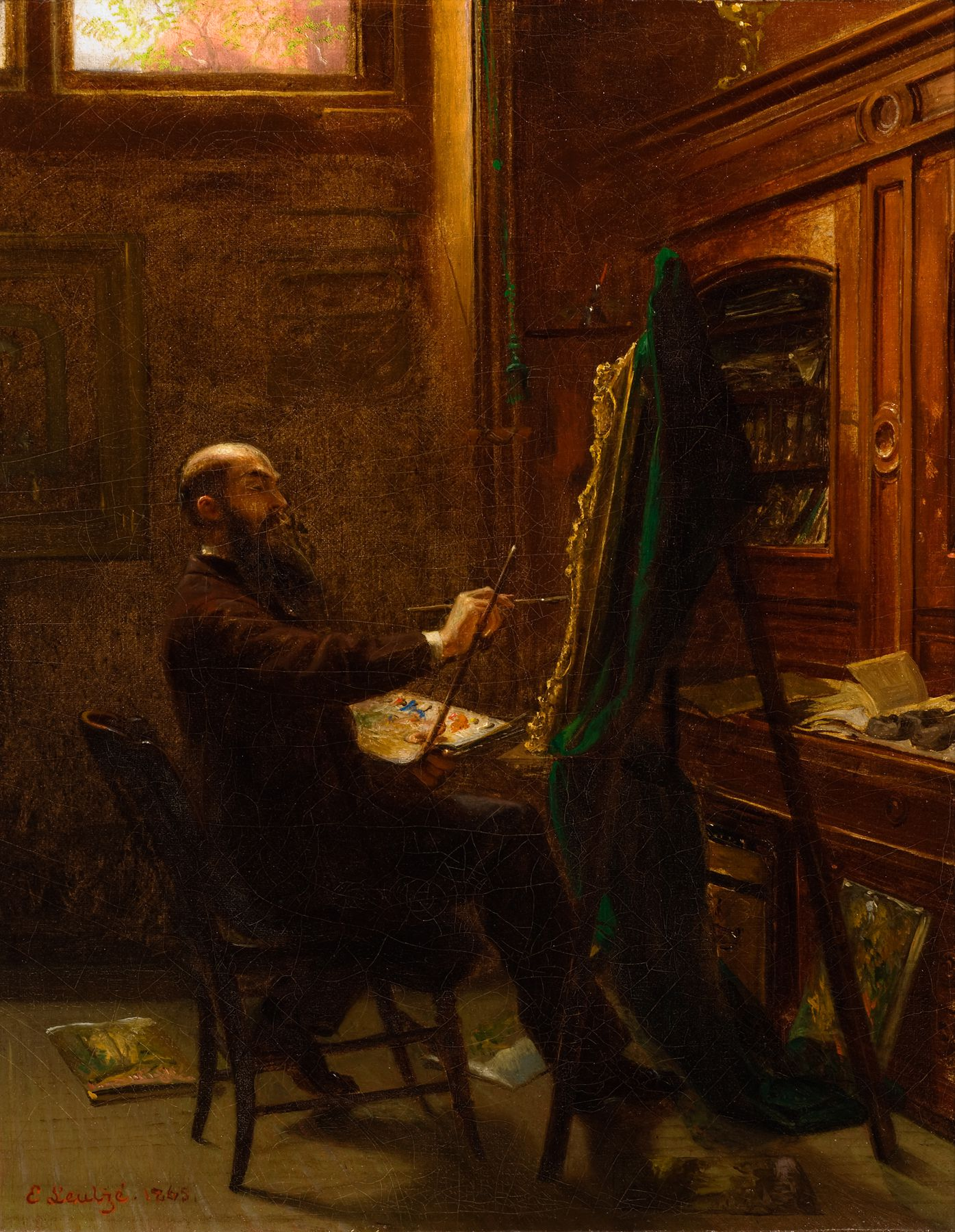
Worthington Whittredge dans son Studio de la 10e rue de Emanuel Leutze, 1865.

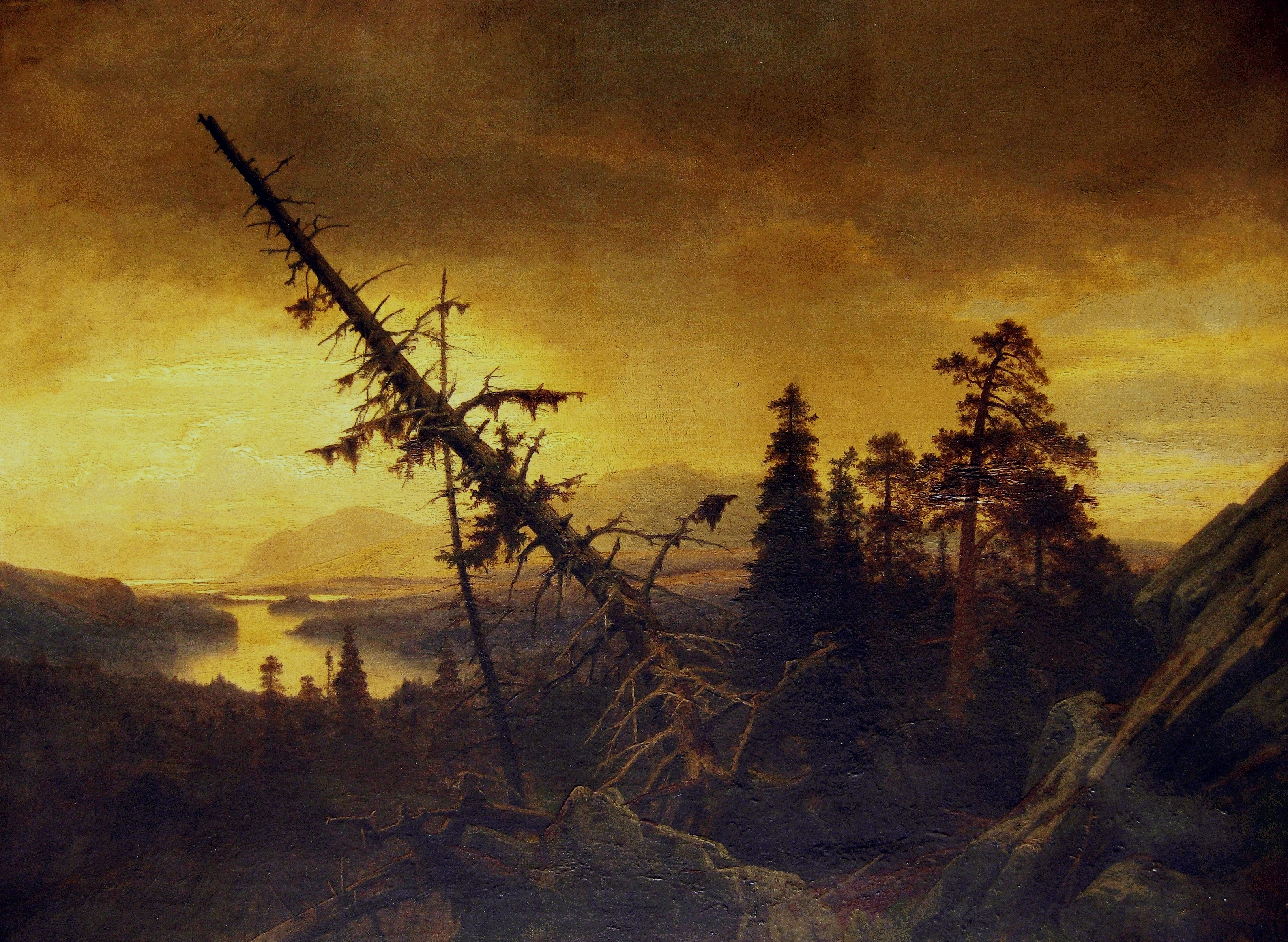
Tranquillité après la tempête de Erik Bodom, 1871.

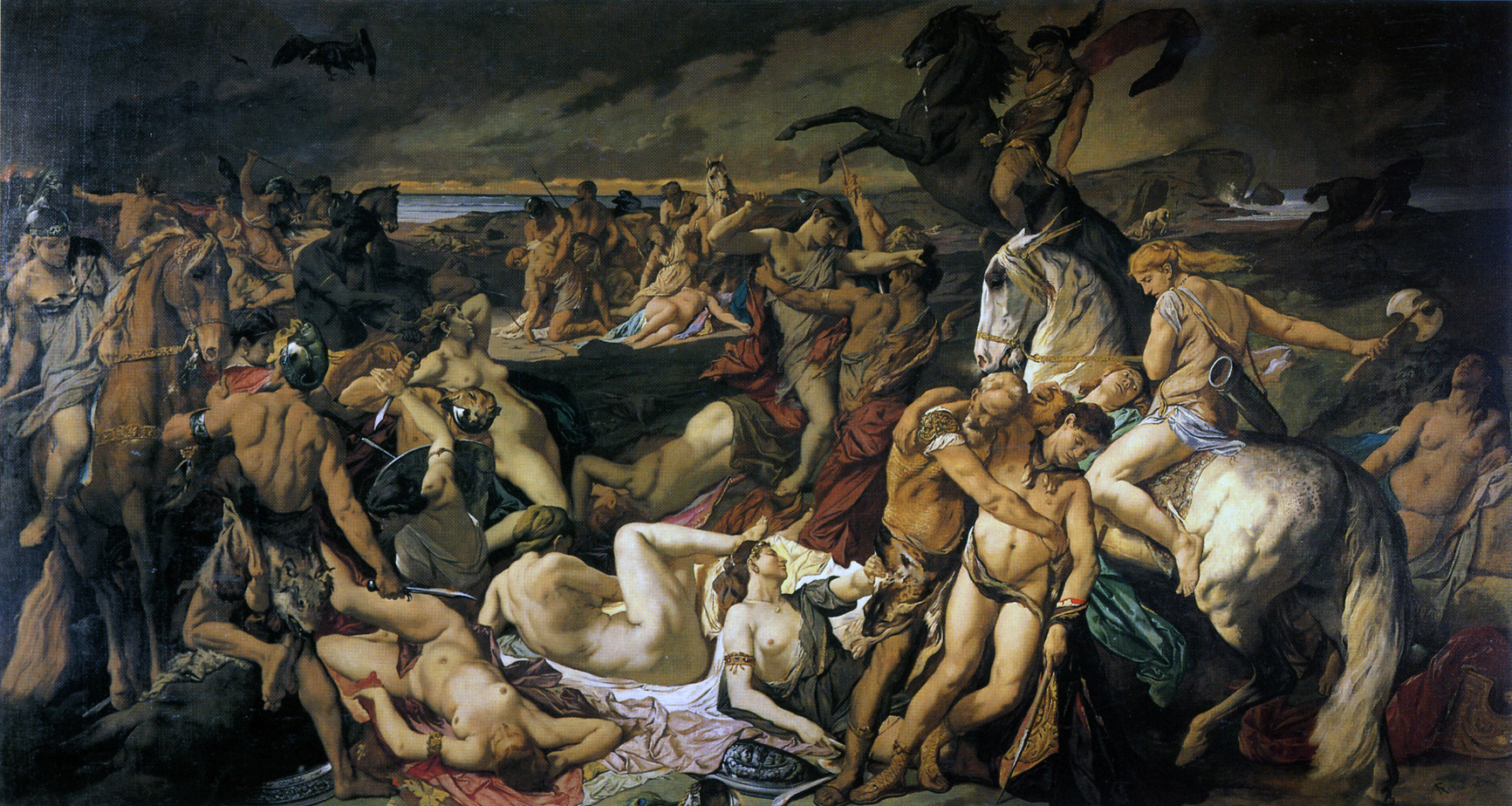
Le Combat des Amazones d'Anselm Feuerbach, 1873.

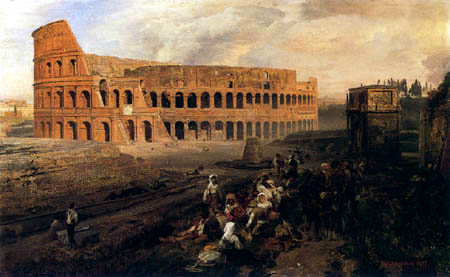
Colisée d'Oswald Achenbach, 1877.

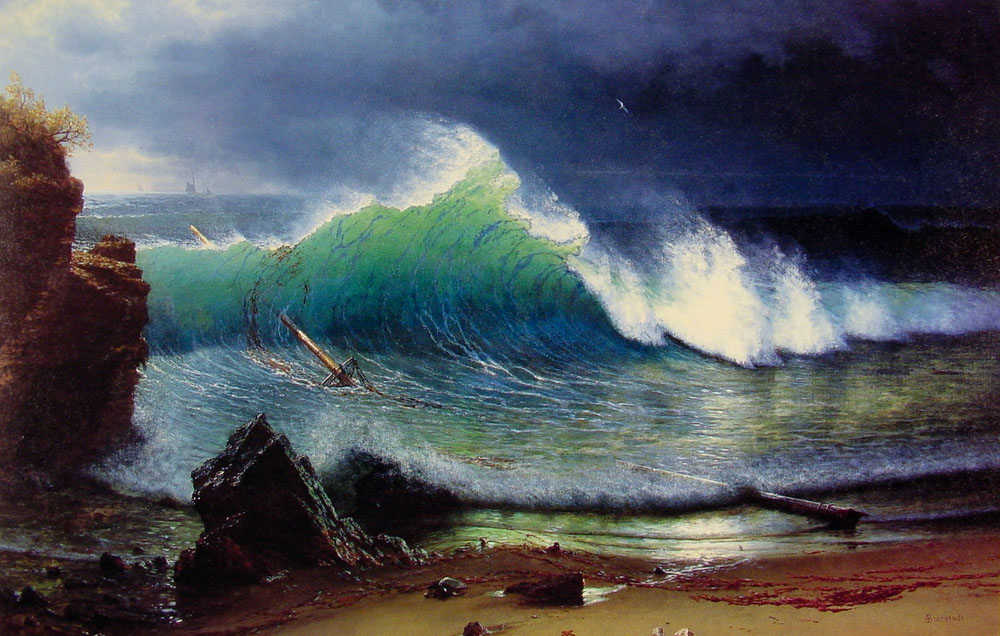
Rivage de la Mer Turquoise d'Albert Bierstadt, 1878.

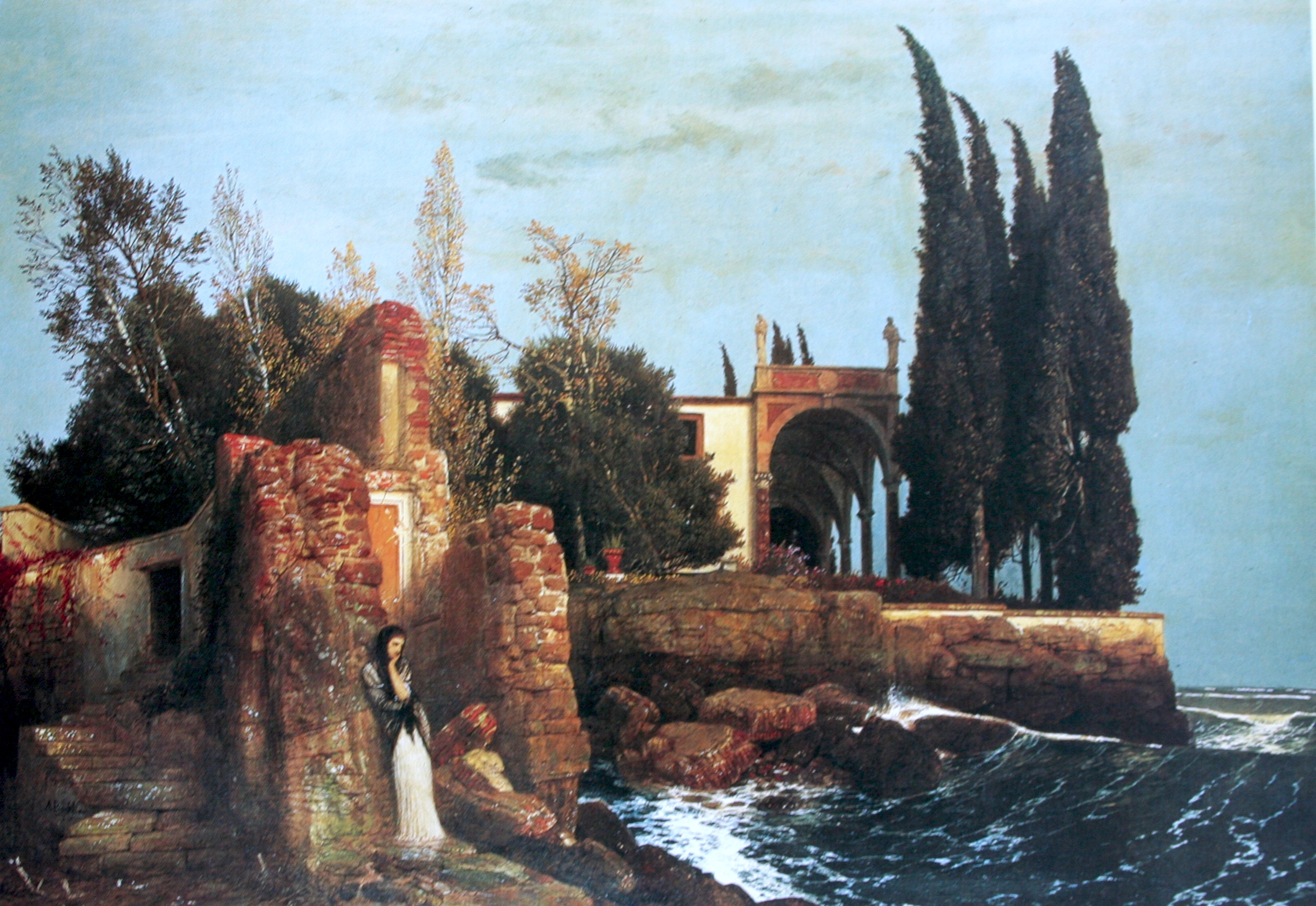
Villa à la mer d'Arnold Böcklin, 1878.

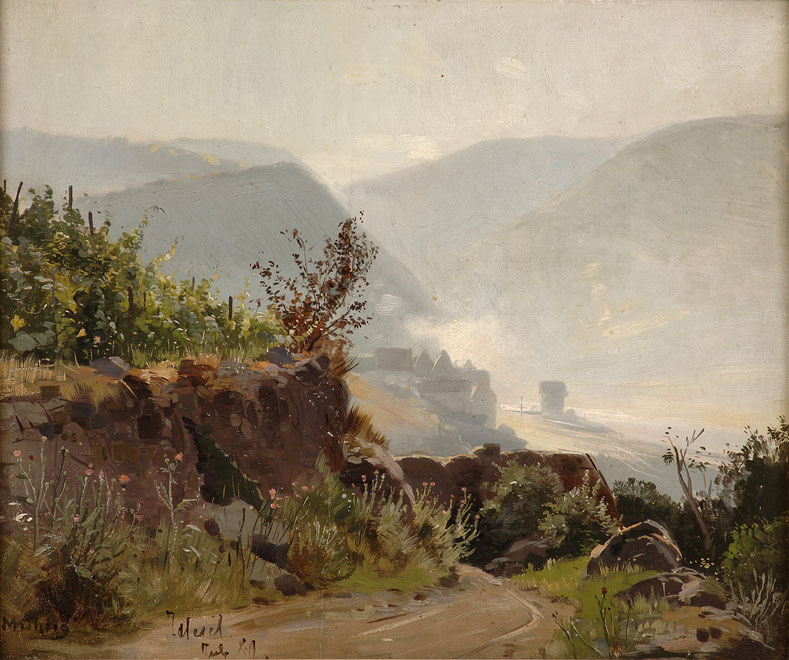
Paysage rhénan de Hugo Mühlig, 1880.

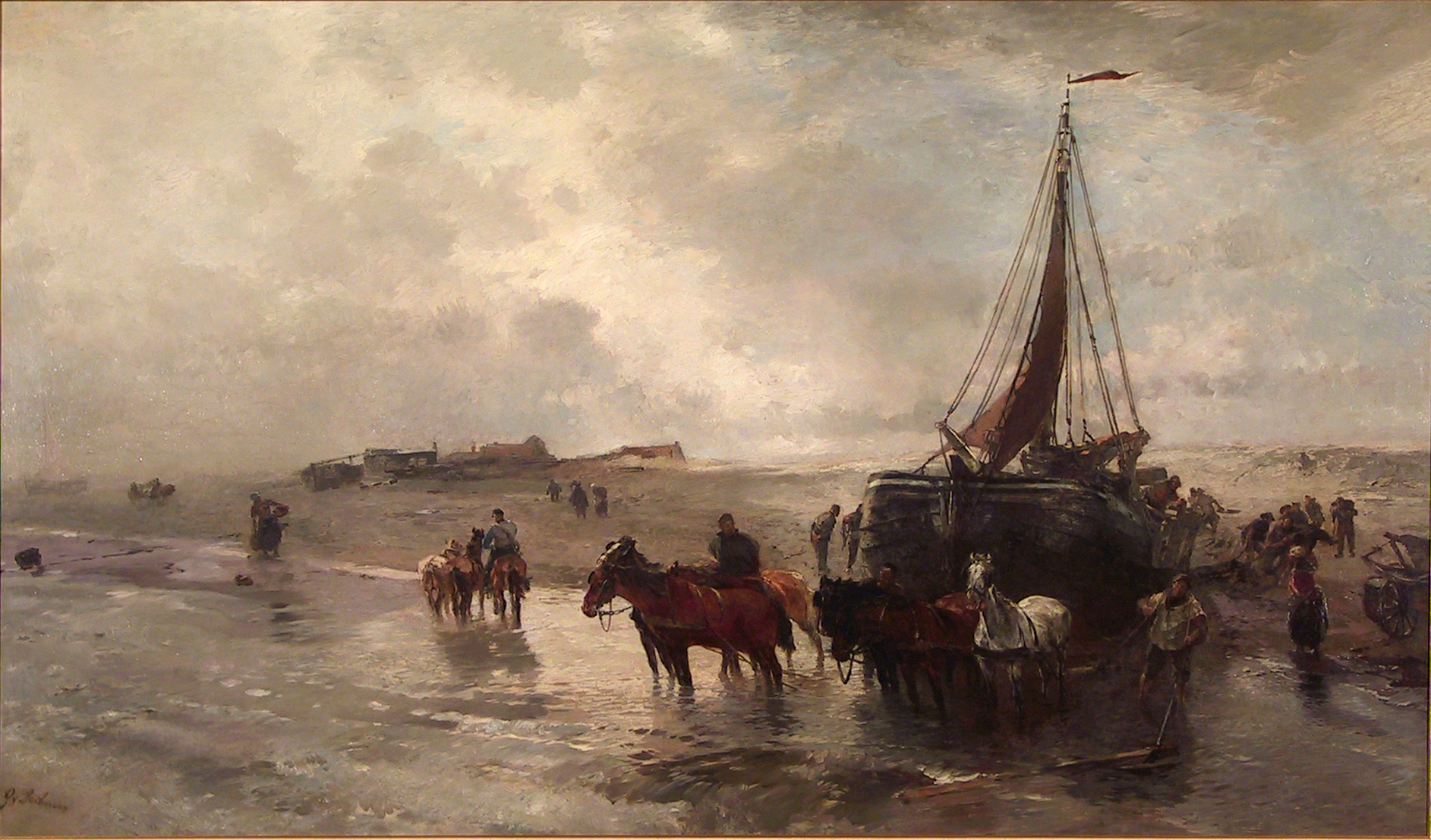
Mise à flot d'un bateau de pêcheur de Gregor von Bochmann, 1888.

Pluies dans une chênaie de Ivan Chichkine, 1891.

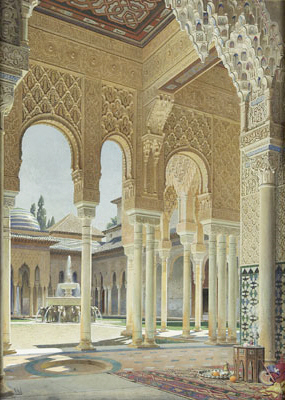
Cour intérieure de l'Alhambra (Grenade) d'Adolf Seel, 1892.

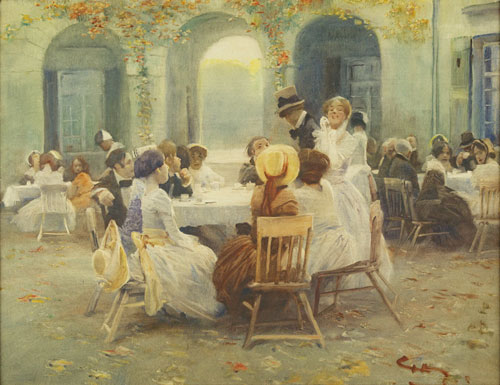
Gaie assemblée Malkasten de Wilhelm Schreuer, vers 1900.

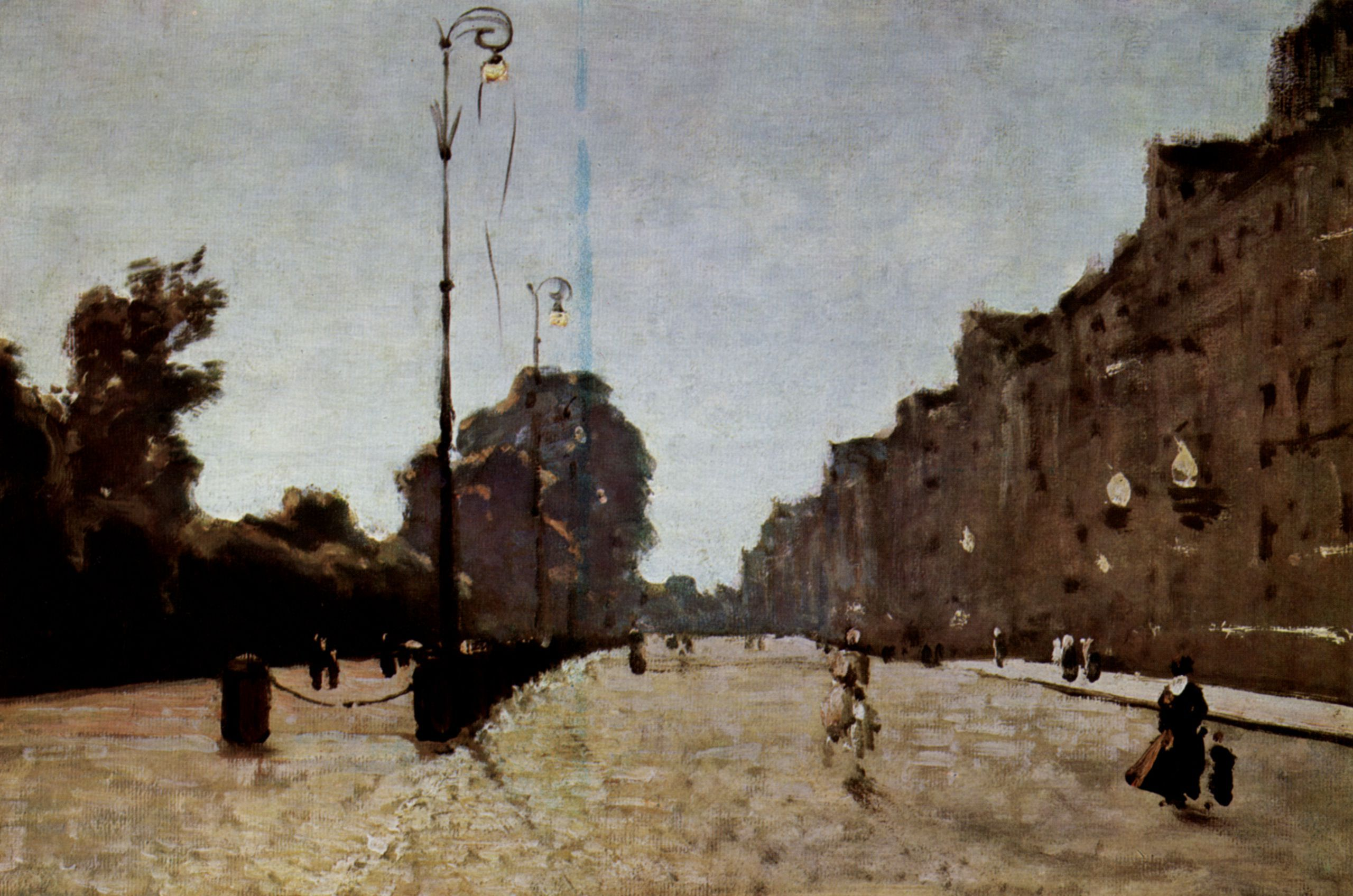
Kassel, belle vue de Louis Kolitz, vers 1900.

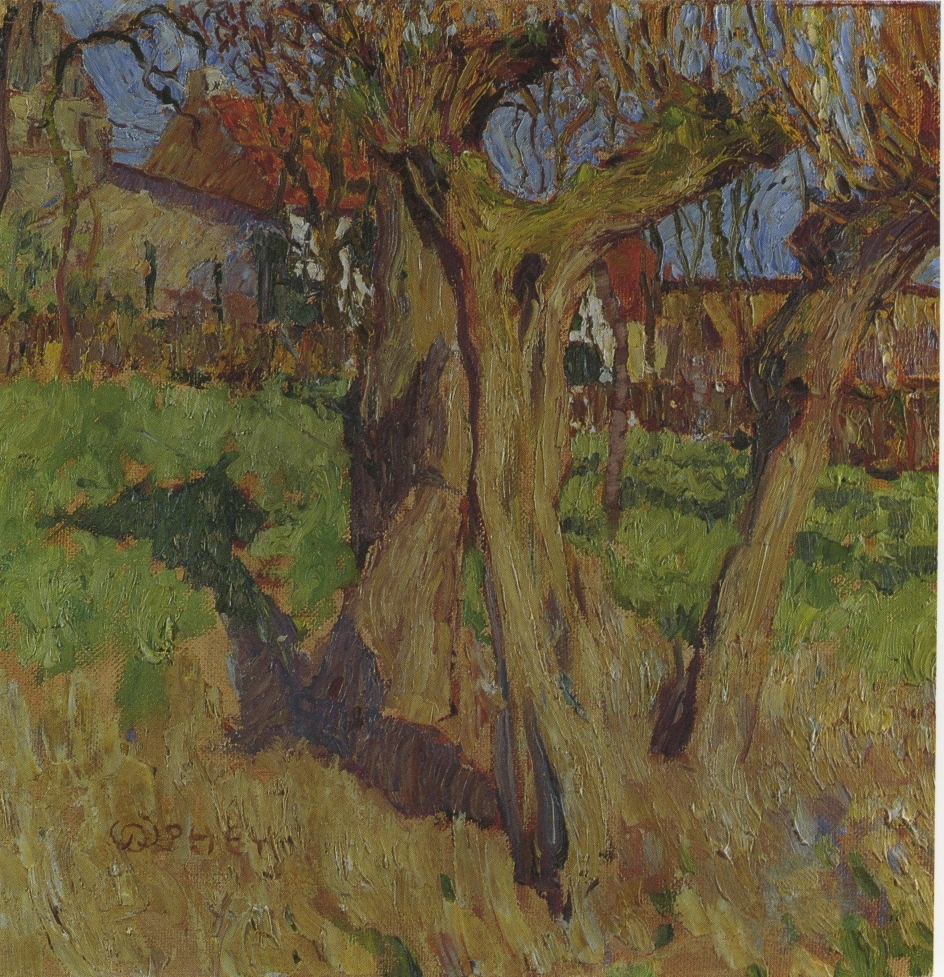
Beim Brandts Jupp de Walter Ophey, vers 1905.

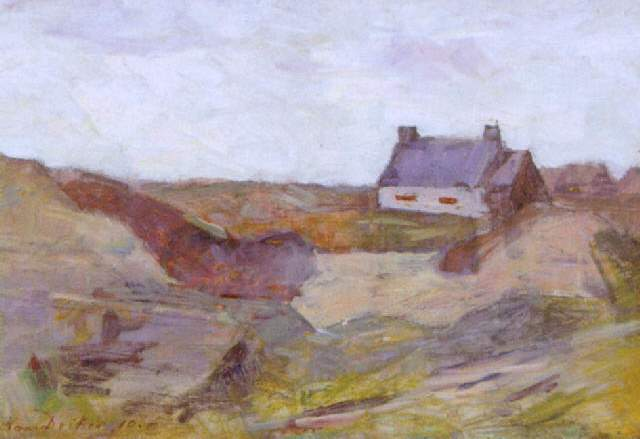
Paysage de Bretagne de Hans Deiker, 1910.

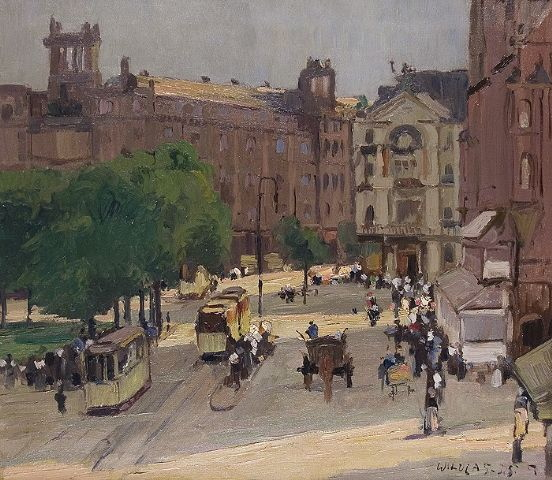
Sur la Wilhelmsplatz à Düsseldorf de Willy Lucas, 1917.

Pour les articles homonymes, voir école de Düsseldorf.
L'École de peinture de Düsseldorf est un groupe de peintres du XIXe siècle (1819-1918) formés à l'Académie des beaux-arts de Düsseldorf, qui y ont enseigné, de professeurs qui y ont suivi des leçons privées ou qui ont travaillé dans l'environnement proche de l'Académie.
Les premiers directeurs de l'Académie, Peter von Cornelius et Wilhelm von Schadow ont orienté l'École vers le mouvement nazaréen, qui donne priorité à une peinture historique, religieuse, idéaliste et à la peinture monumentale.
Cependant, sous l'influence du Vormärz, le programme de l'académie et de son environnement artistique s'élargit bientôt vers les courants romantiques et autres, donnant ainsi plus de place et de notoriété à une approche réaliste et de critique sociale de l'art ainsi qu'à la peinture de paysage et de genre.
Parmi les thèmes picturaux et stylistiques de l'école, on retrouve dans toutes leurs facettes, la peinture historique, le paysage, les scènes de genre, la nature morte qui ont joué un rôle déterminant dans l'art bourgeois du XIXe siècle.
Par les comptes rendus, publications et expositions, à la diffusion des œuvres sur le marché international de l'art, aux voyages, aux liens amicaux et familiaux, aux carrières scolaires et professionnelles des différents protagonistes, les œuvres de l'École de peinture de Düsseldorf ont été largement diffusées, surtout dans la période entre 1830 et 1870, mais également dans les dernières décennies du XIXe siècle.
Les peintres formés à Düsseldorf ont transmis leurs techniques artistiques, positions, méthodes d'enseignement, sujets, arguments et débats, dans le monde entier, vers les autres écoles des beaux-arts et l'art naissant des colonies.
Le paysage et la peinture de genre de Düsseldorf, en particulier, ont été leaders et pionnières pendant de nombreuses années.

## Histoire
Depuis la refondation de l'Académie des beaux-arts de Düsseldorf, Peter von Cornelius, directeur entre 1819 et 1826, et surtout son successeur Wilhelm von Schadow, directeur de 1826 à 1859, ont hissé celle-ci vers une renommée internationale exerçant une grande attraction sur les jeunes artistes de l'étranger.
L'académie a été soutenue par la société des amis des arts de Rhénanie et Westphalie fondée en 1829 à laquelle Wilhelm von Schadow et Charles Josef Ignatz Mosler, secrétaire d'académie et professeur d'histoire de l'art, ont également participé de manière déterminante.
La base de la "marche triomphale de l'école de peinture de Düsseldorf" n'était pas finalement le marché d'art qui était porté essentiellement par la demande active de la bourgeoisie rhénane et westphalienne en plein développement. Les achats d'art spectaculaires de la haute noblesse, mais aussi des galeries d'art privées, comme du propriétaire de galerie d'art Eduard Schulte, fondées dès le milieu du XIXe siècle à Düsseldorf, Cologne, Berlin et New York, assuraient les ventes et la réputation de l'École de peinture de Düsseldorf dans le monde. À Düsseldorf, se crée dès 1835 - particulièrement le long de l'Alleestrasse et de la Ratinger Straße - le premier quartier de galeries d'art de Rhénanie. D'autres lieux d'exposition comme la Kunsthalle de Düsseldorf, construite en 1878-1881, soutenaient l'exposition des tableaux avec un grand impact. Le banquier berlinois Joachim Heinrich Wilhelm Wagener qui était un mécène important, collectionneur des peintres de Düsseldorf, a participé au don de 1861 qui l'impulsion décisive pour la création de la Galerie Nationale de Berlin.
Les publications d'époque de Moritz Blanckarts, Carl Gustav Carus, Anton Fahne, Ernst Förster, Wilhelm Füssli, Carl Leberecht Immermann, Romeo Maurenbrecher, Wolfgang Müller von Königswinter, Hermann Püttmann, Atanazy Raczynski, Karl Schnaase, Carl Seidel, Ernst H. Toelken et Friedrich von Uechtritz firent connaître l'École de peinture aux personnes cultivées germanophones.
À l'exposition d'art universellement reconnue du Salon de Paris de 1864, le critique Alexandre Cantaloube remarquait : "De tous côtés, vous trouverez des œuvres de l'école de peinture de Düsseldorf".
von Schadow développait, à beaucoup d'endroits, un concept d'enseignement imité de l'académie, qui concevait l'activité d'enseignement comme une communauté sociale d'artistes étroitement structurée, hiérarchiquement composée du directeur, des professeurs et des enseignants auxiliaires, des étudiants de maîtrise et des simples élèves, et portait au pinacle la peinture historique. Suivait le portrait (c.-à-d. le nu et le portrait), la peinture de genre et, enfin, la peinture de paysage. Plus tard, la nature morte sera fondée par Johann Wilhelm Preyer comme matière indépendante. On enseignait aussi l'anatomie, l'architecture et la gravure. En 1854, une chaire de professeur de sculpture est érigée. En 1868 s'ajoute une chaire de science artistique. Ce n'est qu'en 1874 que s'ouvre une classe de maître pour la peinture de genre. À partir de 1903, un atelier en plein air, d'après le modèle munichois, offre des conditions d'enseignement optimales à la peinture animalière.
En dehors de leur charge officielle à l'académie de Düsseldorf, les professeurs donnaient des leçons privées. Au XIXe siècle, celles-ci permettaient, entre autres choses, à environ 200 artistes de suivre des cours de niveau académique.
Dès le milieu des années 1830, des différences existaient entre les artistes et les mouvements artistiques, qui a finalement conduit au retrait de Wilhelm Schadow et a conduit à une scission de l'Institut. Les raisons des différences étaient multiples. D'un côté, il y avait l'idéal dont von Schadow était animé, une association homogène d'artistes très difficile à maintenir. Cette pensée enracinée dans le piétisme avait été particulièrement développée par la confrérie allemande-romaine de Saint-Luc à laquelle Cornelius et Schadow avaient appartenu. D'un autre côté, les élèves « néo-prussiens » de la province du Rhin et de Westphalie se sentaient désavantagés par rapport aux vieux-prussiens des « pays de l'est », par exemple lors de la distribution des charges académiques, des bourses et à la vente des tableaux. Et, enfin, de nombreux changements du Vormärz, dans la vie sociale et culturelle de la Prusse et de ses pays voisin, conduisaient à un transfert d'activité vu par Schadow à contre-cœur du mouvement nazaréen au Biedermeier, à la peinture de paysagère tardive-romantique et à la peinture de genre.
Les jeunes artistes de la classe de paysage de Johann Wilhelm Schirmer s'orientaient vers les artistes néerlandais comme Jacob van Ruisdael ou Allaert van Everdingen, au contraire du cercle autour de von Schadow orienté vers les modèles italiens. Point commun avec le romantique Carl Friedrich Lessing, Schirmer enseignait le paysage dans et « devant la nature », la peinture en plein air. Les sujets fréquemment choisis étaient les paysages, les histoires et les mythes du Bas-Rhin et Rhin-Moyen. Sont à y classer certaines œuvres comme les aquarelles de Caspar Scheurens du Château de Stolzenfels, associées au domaine du romantisme rhénan. Isolément, sont aussi apparus des tableaux témoignant d'un réalisme précoce par le choix de sujets du quotidien représentés avec objectivité et naturel.
Les artistes de la classe de peinture de genre s'occupaient entre autres choses des thèmes de la problématique sociale, ils prenaient politiquement position sur les changements sociaux et la récession économique des années 1840.
Les premiers modèles de la peinture impressionniste qui a donné aux artistes la capacité à induire des atmosphères différentes et de capturer des effets de lumière dramatiques, conduisent sans cesse au rejet de la peinture de précision à la von Schadows. Ainsi, les contraires se renforçaient à l'intérieur de l'École de peinture de Düsseldorf. À côté du cercle de Schadow qui était formé par celui-ci et ses étudiants de maîtrise, se sont regroupés - aussi en raison du manque de place de l'académie - d'autres cercles, en partie privés comme les communautés d'atelier libres. Ces nouvelles communautés qui se détachaient à vue d’œil l'un de l'autre, se donnaient des noms pour plaisanter : "nouveau Bethléem" ou "Jérusalem" pour les peintres d'histoire, "Alhambra" pour les paysagistes et la "Sibérie" pour les peintres de genre. Certes, l'association d'artiste "la boîte de peinture" fondée en 1848 essayait d'affermir de nouveau la solidarité des artistes, mais, finalement, les tensions à l'intérieur de l'académie étaient si grandes que, résigné, von Schadow abandonnait en 1859.
Les années 1850 et 1860 de l'École de peinture de Düsseldorf sont caractérisées par une affluence remarquable d'élèves étrangers, et la notoriété de l'École faisait des œuvres d'art de Düsseldorf, des artistes locaux et des immigrants, un article d'exportation populaire. Des liens intensifs existaient en particulier avec l'Hudson River School ainsi qu'avec les milieux des peintres romantiques de Scandinavie, des pays baltes et de la Russie.
Les peintres étaient aussi étroitement liés avec la vie culturelle de Düsseldorf. Ils enrichissaient le décor du théâtre, ils chantaient dans les chœurs, ils présentaient des fêtes et des représentations. Ils se sont également appropriés des décors de théâtre, de la musique, de la littérature et des traditions afin de les utiliser pour leurs expressions picturales.
Au cours du XIXe siècle, l'école de peinture de Düsseldorf prend le train d'une commercialisation croissante et subit une pression concurrentielle, un changement important des thèmes commercialisables tels que l'anecdotique dans les formats de salon facilement vendables. Cela amène une dégradation de la qualité pour laquelle la société des amis des arts de Rhénanie et Westphalie est rendue responsable en raison de sa stratégie offensive de commercialisation.
Après la fondation de l'Empire (1871), la population de la ville de Düsseldorf croit fortement. La haute conjoncture offre à la ville une vie culturelle multicolore et variée et l'académie n'en est plus le centre artistique. Il n'y avait plus d'École de peinture de Düsseldorf en tant qu'unité artistiquement homogène depuis longtemps. Sous l'égide d'Eugen Dückers (44 ans) qui avait suivi Oswald Achenbach en 1872 comme professeur de peinture de paysage, l'École de peinture de Düsseldorf surmonte la peinture romantique tardive et se tourne résolument vers le naturalisme et l'impressionnisme, en particulier au style de la Haager Schule de La Haye.
En 1908, certains peintres de la classe de paysage, Julius Bretz, Max Clarenbach, August Deusser et Walter Ophey, sous la présidence du mécène Karl Ernst Osthaus fondent la Sonderbund qui essaye d'approfondir le contact avec l'impressionnisme français, puis avec les modernes en général. Dans deux expositions, en 1909, et surtout en 1912 à Cologne, les impressionnistes français et les postimpressionnistes, ainsi que les premiers expressionnistes, étaient présentés pour la première fois en Allemagne à un large public, aux côtés de Vincent van Gogh, Paul Gauguin et Pablo Picasso, entre autres. C'est alors que la Première Guerre mondiale mit un terme dramatique non seulement aux liens avec les artistes français, mais signifia aussi la fin de l'école de peinture de Düsseldorf.

## Artistes
Entre 1819 et 1918, environ 4 000 artistes ont appartenu à l'École de peinture de Düsseldorf, parmi lesquels :
| - Marie Helene Aarestrup (de) (1826–1919) - Wilhelm von Abbema (1812–1889) - Andreas Achenbach (1815–1910) - Oswald Achenbach (1827–1905) - Carl Adloff (1819–1863) - Jacob Alberts (de) (1860–1941) - Karl Christian Andreae (1823–1904) - Heinrich von Angeli (1840–1925) - Hermann Anschütz (1802–1880) - Peter Nicolai Arbo (1831–1892) - Georg Arnould (1843–1913) - Albert Arnz (1832–1914) - Otto Arnz (de) (1823–?) - Louis Asher (1804–1878) - Anders Askevold (de) (1834–1900) - Karl Axmacher (de) (1874–1952) - Hans Bachmann (de) (1852–1917) - Hermann Bahner (1867–1938) - Joseph Balmer (de) (1828–1918) - Arthur Bambridge (de) (1861–1923) - Hans von Bartels (1856–1913) - Gustav Adolf Barthel (1819–1898) - Nikolaus Barthelmess (de) (1829–1889) - Mathias Barz (de) (1895–1982) - Friedrich Baudri (de) (1808–1874) - Hermann Baumeister (de) (1867–1944) - Peter Baumgras (de) (1827–1903) - Albert Baur (1835–1906) - William Beard (1823–1900) - August Becker (1821–1887) - Carl Becker (de) (1862–1926) - Hermann Becker (de) (1817–1885) - Jakob Becker (1810–1872) - Sophia Becker-Leber (de) (1869–1952) - Helene von Beckerath (de) (1873–1946) - Moritz von Beckerath (de) (1838–1896) - Willy von Beckerath (de) (1868–1938) - Ludwig Beckmann (de) (1822–1902) - Wilhelm Beckmann (1852–1942) - Peter Behrens (1868–1940) - Georg Behrens-Ramberg (de) (1875–1955) - Fritz Beinke (de) (1842–1907) - Eduard Bendemann (1811–1889) - Rudolf Bendemann (1851–1884) - Leopold Bendix (de) (1818–1883) - Amalie Bensinger (1809–1889) - Johann Baptist Berdellé (1813–1876) - Gunnar Berg (de) (1863–1893) - Josef Bergenthal (de) (1821–1887) - Julius Bergmann (de) (1861–1940) - Knud Bergslien (1827–1908) - Ludolph Berkemeier (de) (1861–1931) - Wilhelm Bernatzik (1853–1906) - Gerhard Beuthner (de) (1887–?) - Clemens Bewer (de) (1820–1884) - Albert Bierstadt (1830–1902) - Heinrich Franz Carl Billotte (de) (1801–1892) - George Caleb Bingham (1811–1879) - Louis Ammy Blanc (1810–1885) - Moritz Blanckarts (1839–1883) - Georg Bleibtreu (1828–1892) - Gregor von Bochmann (1850–1930) - Arnold Böcklin (1827–1901) - Erik Bodom (1829–1879) - Alekseï Bogolioubov (1824–1896) - Christian Ludwig Bokelmann (1844–1894) - Carl Böker (de) (1836–1905) - Hanns Bolz (1885–1918) - Ernst Bosch (1834–1917) - Friedrich Boser (1809–1881) - Lorenz Bösken (de) (1891–1967) - Christian Eduard Böttcher (de) (1818–1889) - William Bottomley (de) (1816–1900) - Franz Everhard Bourel (de) (1803–1871) - Eugen Bracht (1842–1921) - Christian Breslauer (de) (1802–1882) - Julius Bretz (1870–1953) - Friedrich Brockmann (de) (1809–1886) - August Bromeis (1813–1881) - Ferdinand Brütt (1849–1936) - Peter Bücken (1830–1915) - Wilhelm Heinrich Burger-Willing (de) (1882–1966) - Hugo Bürkner (de) (1818–1897) - Georg Burmester (1864–1936) - Wilhelm Busch (1832–1908) - Anton Bütler (de) (1819–1874) - Joseph Bütler (1822–1885) - Alexandre Calame (1810–1864) - Wilhelm Camphausen (1818–1885) - August Cappelen (1827–1852) - Gustaf Cederström (1845–1933) - Jaroslav Čermák (1830–1878) - Theo Champion (de) (1887–1952) - Auguste Chauvin (1810–1884) - Max von Chézy (1808–1846) - Ivan Chichkine (1832–1898) - Fanny Churberg (1845–1892) - Max Clarenbach (1880–1952) - Lorenz Clasen (1812–1899) - Carl Emanuel Conrad (1810–1873) - Gustav Conz (1832–1914) - Johann Wilhelm Cordes (1824–1869) - Peter von Cornelius (1783–1867) - Ludwig des Coudres (1820–1878) - Ernest Crofts (1847–1911) - Heinrich Crola (1804–1879) - Hugo Crola (1841–1910) - Rudolf Cronau (de) (1855–1939) - David Edward Cronin (de) (1839–1925) - Eduard Daelen (1848–1923) - Carl Dahl (de) (1810–1887) - Hans Dahl (1849–1937) - Hugo Darnaut (1851–1937) - Vincent Deckers (1864–1905) - Ernst Deger (1809–1885) - Wilhelm Degode (1862–1931) - Carl Friedrich Deiker (1836–1892) - Hans Deiker (1876–1910) - Johannes Deiker (1822–1895) - Heinrich Deiters (1840–1916) - Franz Delaforgue (de) (1887–1965) - August Deusser (1870–1942) - Anton Dieffenbach (de) (1831–1914) - Jakob Fürchtegott Dielmann (1809–1885) - Anton Dietrich (1833–1904) - Fritz Dinger (1837–1904) - Andreas Dirks (1865–1922) - Eugen Dücker (1841–1916) - Johannes Duntze (de) (1825–1895) - Fritz Ebel (1835–1895) - Adam Eberle (de) (1804–1832) - Emil Ebers (de) (1807–1884) - Themistokles von Eckenbrecher (de) (1842–1921) - Johan Fredrik Eckersberg (de) (1822–1870) - Carl Ederer (de) (1875–1951) - Marie Egner (1850–1940) - Friedrich Joseph Ehemant (de) (1804–1842) - John Whetton Ehninger (de) (1827–1889) - Adolf Ehrhardt (1813–1899) - Eduard Ehrke (de) (1837–1911) - Ernst Eitner (1867–1955) - Leo von Elliot (1816–1890) - Robert Engels (1866–1926) - Albert Engstfeld (de) (1876–1956) - Rudolf Epp (1834–1910) - Ludwig Erdmann (de) (1820–?) - Otto Wilhelm Erdmann (1834–1905) - Mathilde Esch (de) (1815–1904) - Eduard Euler (1867–1931) - Heinrich Ewers (de) (1817–1885) - Carl Gottfried Eybe (de) (1813–1893) - Friedrich Wilhelm Fabarius (de) (1815–1900) - Ferdinand Fagerlin (1825–1907) - Carl Ludwig Fahrbach (de) (1835–1902) - Joseph Fay (1813–1875) - Hans Peter Feddersen (1848–1941) - Heinrich Federer (de) (1819–1859) - Fritz Feigler (de) (1889–1948) - Aloys Fellmann (de) (1855–1892) - Anselm Feuerbach (1829–1880) - Otto Clemens Fikentscher (1831–1880) - Jakob Fischer-Rhein (de) (1888–1976) - Albert Flamm (1823–1906) - Richard Flatters (de) (1822–1876) - Gisbert Flüggen (1811–1859) - Wilhelm Focke (1878–1974) - Poppe Folkerts (de) (1875–1949) - Carl Ernst Forberg (1844–1915) - Robert Forell (1858–1927) - Ernst Förster (1800–1885) - Arnold Forstmann (1842–?) - Philipp Franck (1860–1944) - Paul von Franken (1818–1884) - Eduard Frederich (de) (1811–1864) - Oskar Freiwirth-Lützow (de) (1862–1925) - Alexander Frenz (de) (1861–1941) - Richard Freytag (1820–1894) - Friedrich Friedländer (de) (1825–1901) - Ernestine Friedrichsen (de) (1824–1892) - Bernhard Fries (de) (1820–1879) - Arnold Frische (de) (1869–?) - Emil Frische (de) (1872–?) - Heinrich Ludwig Frische (de) (1831–1901) - Otto Frölicher (1840–1890) - Heinrich Funk (1807–1877) - Paul Emil Gabel (1875–1938) - Wilhelm Gdanietz (de) (1893–1969) - Eduard von Gebhardt (1838–1925) - Julius Geertz (1837–1902) - Carl Gehrts (de) (1853–1898) - Johannes Gehrts (de) (1855–1921) - Georg Genschow (de) (1828–1902) - Martin Gensler (de) (1811–1881) - Friedrich Gerhardt (de) (1828–1921) - Eduard Geselschap (1814–1878) - Friedrich Geselschap (1835–1898) - Richard Gessner (de) (1894–1989) - Sanford Robinson Gifford (1823–1880) - Bernhard Gobiet (1892–1945) - Heinrich Gogarten (de) (1850–1911) - Johann Peter Götting (de) (1795–1855) - Jakob Götzenberger (1802–1866) - Adolf Graß (de) (1841–1926) - Fritz Grebe (1850–1924) - Anton Greven (de) (1810–1838) - German Grobe (1857–1938) - Theodor Groll (de) (1857–1913) - Clara Grosch (de) (1863–1932) - Philipp Grotjohann (de) (1841–1892) - Charles de Groux (1825–1870) - Hans Fredrik Gude (1825–1903) - Eugene von Guerard (1811–1901) - Polikarp Gumiński (de) (1820–?) - Leopold Günther-Schwerin (de) (1865–1945) - Carl von Häberlin (1832–1911) - Theodor Hagen (1842–1919) - Carl Wilhelm Hahn (1829–1887) - Theodor Hamacher (de) (1825–1865) - Willy Hamacher (1865–1909) - Wilhelm Hambüchen (1869–1939) - Willy Hanft (de) (1888–1987) - Aasta Hansteen (1824–1908) - Friedrich Happel (de) (1825–1854) - Peter Heinrich Happel (de) (1813–1854) - Aenni Hartung (1891–1983) - Heinrich Hartung III (1851–1919) - Heinrich Hartung IV (de) (1888–1966) - Ferdinand von Harrach (1832–1915) - James McDougal Hart (en) (1828–1901) - Hermann Eduard Hartmann (de) (1817–1881) - William Stanley Haseltine (1835–1900) - Johann Peter Hasenclever (1810–1853) - Franz Hecker (de) (1870–1944) - Otto Heichert (1868–1946) - Friedrich Heimerdinger (de) (1817–1882) - Thomas Theodor Heine (1867–1948) - Wilhelm Joseph Heine (1813–1839) - Heinz Heinrichs (de) (1886–1957) - Wilhelm Herberholz (de) (1881–1956) - Friedrich August Herkendell (de) (1876–1940) - Carl Heinrich Hermann (de) (1802–1880) - Hans Herrmann (de) (1858–1942) - Heinrich Hermanns (1862–1942) - Lars Hertervig (de) (1830–1902) - Hermann Ottomar Herzog (1832–1932) - Lewis Edward Herzog (de) (1868–1943) - George Hetzel (de) (1826–1899) - Friedrich Heunert (de) (1808–1876) - Ludwig Heupel-Siegen (de) (1864–1945) - Werner Heuser (1880–1964) - Karl Heyden (de) (1845–1933) - Joseph Heydendahl (1844-1906) - Friedrich Hiddemann (de) (1829–1892) - Theodor Hildebrandt (1804–1874) - Carl Hilgers (de) (1818–1890) - Karl Hilgers (de) (1844–1925) - Robert Alexander Hillingford (1828–1904) - Joseph Hoegg (de) (1818–1885) - Bernhard Hoetger (1874–1949) - Karl Hoff (1838–1890) - Oskar Hoffmann (de) (1851–1912) - Robert Högfeldt (1894–1986) - Adolfo Hohenstein (1854–1928) - Adolf Hohneck (de) (1812–1879) - Werner Holmberg (de) (1830–1860) - Adolf Höninghaus (de) (1811–1882) - Friedrich Adolph Hornemann (de) (1813–1890) - Theodor Hosemann (1807–1875) - Philipp Hoyoll (de) (1814– nach 1875) - Carl Rudolf Huber (1839–1896) - Josef Huber-Feldkirch (de) (1858–1932) - Carl Wilhelm Hübner (1814–1879) - Julius Hübner (1806–1882) - William Morris Hunt (1824–1879) - Emil Hünten (1827–1902) - Max Hünten (1869–1936) - Otto Hupp (1859–1949) - Carl Irmer (1834–1900) - Olaf Isaachsen (de) (1835–1893) - Ernst Isselmann (de) (1885–1916) - Franz Ittenbach (1813–1879) - Georg Jabin (de) (1828–1864) - Otto Reinhold Jacobi (1812–1901) - Sophus Jacobsen (1833–1912) - Adeline Jaeger (1809–1897) - Peter Janssen (1844–1908) - Tamme Weyert Theodor Janssen (de) (1816–1894) - Elisabeth Jerichau-Baumann (1819–1881) - August Jernberg (de) (1826–1896) - Olof Jernberg (1855–1935) - Eastman Johnson (1824–1906) - Rudolf Jordan (1810–1887) - Johann Jungblut (1860–1912) - Julius Paul Junghanns (de) (1876–1958) - Carl Jungheim (1830–1886) - Julius Jungheim (de) (1878–1957) - Carl Jutz (1838–1916) - Carl Ernst Bernhard Jutz (1873–1915) - Eduard Kaempffer (1859–1926) - Stanislaus von Kalckreuth (de) (1820–1894) - Friedrich Kallmorgen (1856–1924) - Lev Lvovitch Kamenev (1833 ou 1834–1886) - Arthur Kampf (1864–1950) - Eugen Kampf (1861–1933) - Fritz von Kamptz (de) (1866–1938) - Georg Kannengießer (de) (1814–1900) - Arthur Kaufmann (1888–1971) - August Kaul (de) (1873–1949) - Wilhelm von Kaulbach (1805–1874) - Joseph Kehren (de) (1817–1880) - William Keith (1838–1911) - Joseph von Keller (1811–1873) - Hermann von Kern (de) (1838–1912) - Conrad Kiesel (de) (1846–1921) - Albert Kindler (1833–1876) - Nelson Kinsley (de) (1863–1945) - César Klein (1876–1954) - Friedrich Klein-Chevalier (de) (1861–1938) - Wilhelm Kleinenbroich (de) (1812–1895) - Mathilde Kliefert-Gießen (de) (1887–1978) - Eugène Klinckenberg (de) (1858–1942) - Eduard Knackfuss (1858–1945) - Hermann Knackfuss (1848–1915) - Ludwig Knaus (1829–1910) - Otto Knille (1832–1898) - Gustav Adolf Koettgen (de) (1805–1882) - Christian Köhler (1809–1861) - Fritz Köhler (de) (1887–1972) - Gustav Köhler (1859–1922) - Edmund Anton Kohlschein (de) (1900–1996) - Hans Kohlschein (de) (1872–1948) - Josef Kohlschein père (de) (1841–1915) - Josef Kohlschein fils (de) (1884–1958) - Heinrich Christoph Kolbe (1771–1836) - Louis Kolitz (1845–1914) - Rudolf Koller (1828–1905) - Julius Kornbeck (1839–1920) - Franz Korwan (de) (1865–1942) - Julius Kost (de) (1807–1888) - Hermann Kretzschmer (de) (1811–1890) - Charlotte von Krogh (de) (1827–1913) - Heinz Kroh (de) (1881–1972) - Julius Kronberg (de) (1850–1921) - Christian Kröner (1838–1911) - Eugen Krüger (de) (1832–1876) - Karl Krummacher (de) (1867–1955) - Emil Krupa-Krupinski (de) (1872–1924) | - Ants Laikmaa (de) (1860–1942) - Julius Lange (1817–1878) - Marcus Larson (1825–1864) - Carl-Johann Lasch (1822–1888) - August Gustav Lasinsky (1811–1870) - Johann Adolf Lasinsky (1808–1871) - August de Laspée (de) (1816–1901) - Heinrich Lauenstein (1835–1910) - Wilhelm Lefèbre (de) (1873–1974) - Wilhelm Lehmbruck (1881–1919) - Karl Leipold (de) (1864–1943) - Eduard Leonhardi (de) (1828–1905) - Carl Friedrich Lessing (1808–1880) - August Leu (1818–1897) - Emanuel Leutze (1816–1868) - Edwin Mackinnon Liebert (1858–1908) - Helmuth Liesegang (1858–1945) - Bruno Liljefors (1860–1939) - Amalia Lindegren (1814–1891) - Johann Wilhelm Lindlar (1816–1896) - Robert Lindneux (de) (1871–1970) - Adolf Lins, dit Gänselins (1876–1927) - Henry Lot (de) (1822–1878) - Ernst Lotichius (de) (1787–1876) - Edmond Louyot (1861–1920) - Willy Lucas (1884–1918) - August Lüdecke-Cleve (de) (1868–1957) - George Luks (1867–1933) - Ascan Lutteroth (de) (1842–1923) - Theodor Maassen (de) (1817–1886) - Georg Macco (1863–1933) - August Macke (1887–1914) - Fritz Mackensen (1866–1953) - August Malmström (1829–1901) - Luise von Martens (1828–1894) - Theodor Martens (de) (1822–1884) - Friedrich Martersteig (de) (1814–1899) - Gustav Marx (de) (1855–1928) - Jakob Maurer (de) (1826–1887) - Gari Melchers (1860–1932) - Egidius Mengelberg (1770–1849) - Otto Mengelberg (1817–1890) - Carlo Mense (1886–1965) - Claus Meyer (1856–1919) - Edgar Meyer (1853–1925) - Johann Georg Meyer (1813–1886) - Franz Meyerheim (1838–1880) - Alexander Michelis (1823–1868) - Ludwig von Milewski (1825–1849) - Theodor Mintrop (1814–1870) - Grigori Miassoïedov (1834–1911) - Otto Modersohn (1865–1943) - Jean Moeselagen (de) (1827–1920) - Jean Möhren (de) (1876–1958) - Franz Molitor (de) (1857–1929) - Peter Joseph Molitor (de) (1821–1898) - Dietrich Monten (de) (1799–1843) - Wilhelm von Mörner (de) (1831–1911) - Henry Mosler (1841–1920) - Karl Josef Ignatz Mosler (1788–1860) - Heinrich Mücke (1806–1891) - Hugo Mühlig (1854–1929) - Andreas Müller (1811–1890) - Franz Müller (1843–1929) - Morten Müller (1828–1911) - Paul Müller-Kaempff (1861–1941) - Carl Müller-Tenckhoff (1873–1936) - Mihály Munkácsy (1844–1900) - Hjalmar Munsterhjelm (de) (1840–1905) - Gerhard Munthe (1849–1929) - Gerhard Morgenstjerne Munthe (de) (1875–1927) - Ludvig Munthe (de) (1841–1896) - Adolf Münzer (de) (1870–1953) - Amalie Murtfeldt (de) (1828–1888) - Otto Ludwig Naegele (de) (1880–1952) - Heinrich Nauen (1880–1940) - Emil Neide (de) (1843–1908) - Wilhelm Nerenz (de) (1804–1871) - Fritz Neuhaus (de) (1852–1922) - August Neven Du Mont (de) (1866–1909) - Amaldus Nielsen (de) (1838–1932) - Adelbert Niemeyer (de) (1867–1932) - Johannes Niessen (de) (1821–1910) - Arthur Nikutowski (de) (1830–1888) - August Noack (1822–1905) - Jacob Nöbbe (1850–1919) - Carl Nonn (de) (1876–1949) - Max Nonnenbruch (de) (1857–1922) - Bengt Nordenberg (de) (1822–1902) - Adelsteen Normann (1848–1918) - Rudolf von Normann (1806–1882) - Adolph Northen (1828–1876) - Heinrich Nüttgens (1866–1951) - Georg Oeder (1846–1931) - Hugo Oehmichen (1843–1932) - Theobald von Oer (1807–1885) - Carl Oesterley senior (de) (1805–1891) - Carl Oesterley junior (1839–1930) - Walter Ophey (1882–1930) - Heinrich Otto (1858–1923) - Fritz Overbeck (1869–1909) - László Paál (1846–1879) - Wolfgang Pagenstecher (de) (1880–1953) - Bendix Passig (de) (1864–1957) - Franz Pauly (de) (1837–1913) - Ernst te Peerdt (1852–1932) - Eduard Peithner von Lichtenfels (1833–1913) - Amand Pelz (de) (1812–1841) - Lina von Perbandt (de) (1836–1884) - Erich von Perfall (de) (1882–1961) - Joseph Wilhelm Pero (de) (1808–1868) - Heinrich Petersen-Angeln (1850–1906) - Leopold von Pezold (de) (1832–1907) - Gustav Pflugradt (1828–1908) - Heinrich Ludwig Philippi (1838–1874) - Wilhelm Pippert (de) (1878–?) - Eduard Pistorius (de) (1796–1862) - Carl Plückebaum (de) (1880–1952) - Hermann Plüddemann (de) (1809–1868) - Hermann Pohle d.Ä. (1831–1901) - Hermann Pohle d.J. (1863–1914) - Jean Nicolas Ponsart (de) (1788–1870) - Carl Porttmann (de) - Wilhelm Porttmann (de) (1819–1896) - Eduard Wilhelm Pose (1812–1878) - Emilie Preyer (1849–1930) - Ernest Preyer (de) (1842–1917) - Gustav Preyer (de) (1801–1839) - Johann Wilhelm Preyer (1803–1889) - Gottfried Pulian (de) (1809–1875) - Carl Engel von der Rabenau (de) (1817–1870) - Alfred Rasenberger (de) (1885–1949) - Georg Anton Rasmussen (de) (1842–1914) - Carl Rathjen (de) (1855–1919) - Kristjan Raud (1865–1943) - Paul Raud (de) (1865–1930) - Leonhard Rausch (1813–1895) - Wilhelm Redeligx (de) (1865–1951) - Willy Reetz (1892–1963) - Robert Reinick (1805–1852) - Fritz Reiss (1857–1915) - Heinrich Repke (1877–1962) - Alfred Rethel (1816–1859) - Otto Rethel (1822–1892) - Gerhardt Wilhelm von Reutern (de) (1794–1865) - Henry Meynell Rheam (1859–1920) - William Trost Richards (1833–1905) - Robert Riefenstahl (de) (1823–1903) - Johann Theobald Riefesell (de) (1836–1895) - Roland Risse (de) (1835–1887) - Emma Ritter (de) (1878–1972) - Henry Ritter (1816–1853) - Hubert Ritzenhofen (1879–1961) - Karl Rixkens (de) (1881–1938) - Theodor Rocholl (1854–1933) - Carl Gustav Rodde (de) (1830–1906) - Ernst Roeber (1849–1915) - Fritz Roeber (1851–1924) - Julius Roeting (1822–1896) - Julius Rolshoven (1858–1930) - Gerhard von Rosen (1856–1927) - Kurt Roth (de) (1899–1975) - Ludwig Max Roth (de) (1858–1952) - Philipp Röth (1841–1921) - Karl Roux (1826–1894) - Christoph Christian Ruben (1805–1875) - Joseph Rummelspacher (de) (1852–1921) - Emil Rumpf (de) (1860–1948) - Heinrich von Rustige (1810–1900) - Georg Saal (1817–1870) - Hubert Salentin (1822–1910) - Wilhelm von Schadow (1788–1862) - Laurenz Schäfer (de) (1840–1904) - Raphael Schall (de) (1814–1859) - Paul Scheffer (1877–1916) - Carl Ludwig Scheins (de) (1808–1879) - Caspar Scheuren (1810–1887) - Joseph Scheurenberg (de) (1846–1914) - Paula Sedana Schiff-Magnussen (de) (1871–1962) - Helmut Josef Schilhabel (de) (1896–1972) - Adolf Schill (1848–1911) - Lore Schill (de) (1890–1968) - Julia Schily-Koppers (1855–1944) - Johann Wilhelm Schirmer (1807–1863) - Felix Schlesinger (de) (1833–1910) - Ludwig von Schlieben (de) (1875–1957) - Eduard Schloemann (de) (1888–1940) - August Schlüter (de) (1858–1928) - Wilhelm Schmetz (de) (1890–1938) - Carl Schmid (de) (1805– après 1850) - Adolf Schmidt (de) (1804– après 1860) - Henriette Schmidt-Bonn (1873–1946) - Teutwart Schmitson (1830-1863) - Adolf Schmitz (de) (1825–1894) - Philipp Schmitz (de) (1822–1887) - Wilhelm Schmurr (1878–1959) - Hermann Schnee (de) (1840–1926) - Karl Schorn (1803–1850) - Petrus Johannes Schotel (de) (1808–1865) - Julius Schrader (1815–1900) - Wilhelm Schreuer (1866–1933) - Adolf Schreyer (1828–1899) - Adolph Schroedter (1805–1875) - Alwine Schroedter (1820–1892) - Paul Schroeter (de) (1866–1946) - Emil Gottlieb Schuback (1820–1902) - Felix Schuchard (de) (1865–1944) - Arnold Schulten (1809–1874) - Emil Schultz-Riga (de) (1872–1931) - Carl Schultze (1856–?) - Robert Schultze (de) (1828–1910) - Theodor Schüz (1830–1900) - Emil Schwabe (de) (1856–1924) - Will Schwarz (de) (1894–1946) - Gustav Adolf Schweitzer (1847–1914) - Georg Schwer (de) (1827–1877) - Amélie von Schwerin (1819–1897) - Peter Schwingen (1815–1863) - Adolf Seel (1829–1907) - Johann Richard Seel (de) (1819–1875) - Carl Seibels (de) (1844–1877) - Engelbert Seibertz (1813–1905) - Christian Sell (1831–1883) - Otto Serner (de) (1857–1929) - Joseph Anton Nikolaus Settegast (1813–1890) - Carl Maria Seyppel (de) (1847–1913) - Hans Seyppel (de) (1886–1945) - August Siegert (1820–1883) - Wilhelm Simmler (de) (1840–1923) - Julius Simmonds (de) (1843–1924) - Heinrich Johann Sinkel (1835–1908) - Ludvig Skramstad (de) (1855–1912) - Karl Ferdinand Sohn (1805–1867) - Karl Rudolf Sohn (1845–1908) - Paul Eduard Richard Sohn (de) (1834–1912) - Wilhelm Sohn (1830–1899) - Alfred Sohn-Rethel (1875–1958) - Otto Sohn-Rethel (1877–1949) - Fritz Sonderland (de) (1836–1896) - Johann Baptist Sonderland (1805–1878) - Hermann Sondermann (1832–1901) - Paul Spangenberg (1843–1918) - Willy Spatz (1861–1931) - Eduard Spörer (de) (1841–1898) - Franz Stegmann (de) (1831–1892) - Marie Stein-Ranke (de) (1873–1964) - Eduard Steinbrück (de) (1802–1882) - Hermann Steinfurth (de) (1823–1880) - Max Stern (de) (1872–1943) - Wilhelm Steuerwaldt (1815–1871) - Gustav Stever (1823–1877) - Hermann Anton Stilke (1803–1860) - Hermine Stilke (de) (1804–1869) - Minna Stocks (de) (1846–1928) - Vincent Stoltenberg Lerche (de) (1837–1892) - Carl Strathmann (1866–1939) - Emil Strecker (de) (1841–1925) - Wilhelm Streckfuß (de) (1817–1896) - Fritz Strobentz (de) (1856–1929) - Otto Strützel (1855–1930) - Bernhard Studer (1832–1868) - Friedrich Stummel (de) (1850–1919) - Karl Stürmer (de) (1803–1881) - Gustav Süs (de) (1823–1881) - Ludwig Tacke (1823–1899) - Wilhelm Techmeier (de) (1895–1971) - Ernst Carl Thelott (1760–1835) - Friedrich Thomas (de) (1806–1879) - Franz Thöne (de) (1851–1906) - Hans Thuar (de) (1887–1945) - Adolph Tidemand (1814–1876) - Willi Tillmans (de) (1888–1985) - Louis Toussaint (1826–1887) - Rudolf von Türcke (de) (1839–1915) - Friedrich Tüshaus (1832–1885) - Josef Tüshaus (1851–1901) - Hugo Ungewitter (1869–ca.1944) - Carl d'Unker (de) (1828–1866) - Franz Richard Unterberger (1837–1902) - Lesser Ury (1861–1931) - Benjamin Vautier (1829–1898) - Johann Velten (de) (1807–1883) - Aloys Hubert Michael Venth (de) (1809–1868) - Frederick Vezin (1859–1933) - Carl Vinnen (de) (1863–1922) - Hugo Vogel (1855–1934) - Heinrich Vogeler (1872–1942) - Emil Volkers (de) (1831–1905) - Max Volkhart (de) (1848–1924) - Wilhelm Volkhart (de) (1815–1876) - Hans von Volkmann (1860–1927) - Cornelius Wagner (de) (1870–1956) - Alfred Wahlberg (de) (1834–1906) - Edward Arthur Walton (1860–1922) - Charles Meer Webb (de) (1830–1895) - August Weber (1817–1873) - Adolph Wegelin (1810–1881) - Robert Weise (de) (1870–1923) - Carl Weisgerber (de) (1891–1968) - Paul Wellershaus (de) (1887–1976) - Gustav Wendling (1862–1932) - Fritz Werner (de) (1827–1908) - Fritz Westendorp (de) (1865–1926) - Paul Westerfrölke (1886–1975) - Worthington Whittredge (1820–1910) - Bernhard Wiegandt (1851–1918) - Marie Wiegmann (1826–1893) - Rudolf Wiegmann (1804–1865) - Christian Wilberg (1839–1882) - Heinrich Wilhelmi (de) (1823–1902) - Paul Wilhelmi (de) (1858–1943) - August von Wille (1828–1887) - Fritz von Wille (1860–1941) - Ernst Willers (de) (1802–1880) - Josef Willroider (de) (1838–1915) - Joseph Wilms (1814–1892) - Karl Ferdinand Wimar (1828–1862) - Eugen Windmüller (de) (1842–1927) - Mårten Eskil Winge (1825–1896) - Friedrich Wilhelm von Winterfeldt (de) (1830–1893) - Josef Wintergerst (1783–1867) - Hans Wislicenus (1864–1939) - Hermann Wislicenus (1825–1899) - Max Wislicenus (de) (1861–1957) - Heinrich Wittich (de) (1816–1887) - Edmund Wodick (de) (1816–1886) - Christoph Wilhelm Wohlien (1811–1869) - Fritz Wolff (de) (1831–1895) - Richard Caton Woodville père (1825–1855 oder 1856) - Richard Caton Woodville fils (de) (1856–1927) - Hinrich Wrage (1843–1912) - Magnus von Wright (1805–1868) - Louise Wüste (1805–1874) - Carl Wuttke (1849–1927) - Alexander Helwig Wyant (1836–1892) - Victor Zeppenfeld (de) (1834–1883) - Eduard Zetsche (de) (1844–1927) - Alexander Zick (1845–1907) - Hugo Zieger (1864–1932) - Julius Zielke (de) (1826–1907) - Wilhelm Zimmer (de) (1853–1937) - Adolf Zimmermann (1799–1859) - Clemens von Zimmermann (1788–1869) - Emil Zimmermann (1858–1898) - Kilian Zoll (de) (1818–1860) - Ludwig Zorn (de) (1865–1921) |

## Expositions
- 2011: Classe internationale, l'École de peinture de Düsseldorf 1819-1918, Musée Kunstpalast, Düsseldorf
- 2011: Düsseldorfer Malerschule, Galerie Paffrath, Düsseldorf